# 京成3000形電車 (2代)
京成3000形電車（けいせい3000がたでんしゃ）は、2003年（平成15年）2月1日に営業運転を開始した、京成電鉄の通勤形電車。
「3000形」という車両形式名は、京成電鉄では「赤電」とも称された初代3000形が在籍したことから2代目で、新3000形とも称される。
なお、2010年（平成22年）7月17日に開業した成田スカイアクセス線経由で運転される一般特急列車（アクセス特急）向けとして製造された7次車8両編成6本（48両）は、仕様変更が行われたことから51以降の番号が付与され、3050形とも呼称される。

## 概要
2002年（平成14年）12月より加速性能向上を課題に、抵抗制御車の3200形・3300形・3500形未更新車等の置き換え用として導入された。1991年（平成3年）から新製された3700形は導入から12年が経過し、交通バリアフリー法への対応や新技術導入の必要性があることから、新設計の通勤形電車として製造されることになった。
本形式の設計に当たっては「環境への配慮」「省エネルギー化」「保守の簡略化」「バリアフリー化」などをコンセプトに「お客様と環境にやさしい車両」を目指した。
この車両を「京成グループ標準車体」と呼び、京成グループの新京成電鉄や北総鉄道、千葉ニュータウン鉄道でも同一の構造を採用した車両（新京成N800形、北総7500形、千葉ニュータウン鉄道9200形）を投入している。
6次車までは奇数番号編成が東急車輛製造製、偶数番号編成が日本車輌製造製であるが、3001編成と7次車の全車が日本車輌製造製である。8次車以降（3026編成以降）は総合車両製作所横浜事業所製も加わり、この法則は崩れている。
車両番号は、京成の通勤車で初めて車両番号標記にハイフンを使用し、第1編成は成田空港寄りから3001-1 - 3001-8、第2編成は3002-1 - 3002-8と付番し、それぞれ3001編成、3002編成…と呼称する。本形式は8両編成と6両編成の2種類があるが、6両編成はハイフン以下4と5は製造されておらず欠番となっている。号車をハイフン以下の数字で表した車両番号標記は相互直通運転先の東京都交通局（都営地下鉄）5500形や京浜急行電鉄600形と同様だが、これらの車両は浦賀寄りから-1、-2となるため基準方向が逆となっている。

## 車両概説
本項目では共通事項について述べ、次車別の変更については後述する。

### 車体
日本車輌製造のブロック工法による軽量ステンレス製である。車体帯はヒューマンレッド■とフューチャーブルー■の京成標準色であるが、側面は細く配されている。また、車両間には転落防止幌があり、1 - 3次車は大型、4次車以降は小型のものを設置している。
前面形状は「ブラックフェイス」とし、3700形と比較して非常用の貫通扉は車掌側に完全に寄せ、運転台側の視界向上を図った。灯具類は3700形6次車以降と同じく、前照灯を左右上部、尾灯と急行灯を腰部に縦並びに配置した。この前頭部は普通鋼製とし、シルバーメタリックに塗装をしたもので、踏切事故における安全対策面から、骨組みを追加して強度を向上させている。下部にはスカートを配置する。
客用ドアはペーパーハニカム構造を採用し、軽量化を図った。ドアガラスはゴムによる接着方式とし、ドア本体とガラスとの段差を小さくさせた。ドアは客室側もステンレス無塗装とし、ヘアライン仕上げである。
側窓はドア間は下降窓と固定窓の組み合わせ、車端部は固定窓としている。ガラスは透明であり、遮光用にロール式カーテンが設置されている。妻窓は設置していない。先頭車乗務員室直後のみ戸袋窓を設置する。

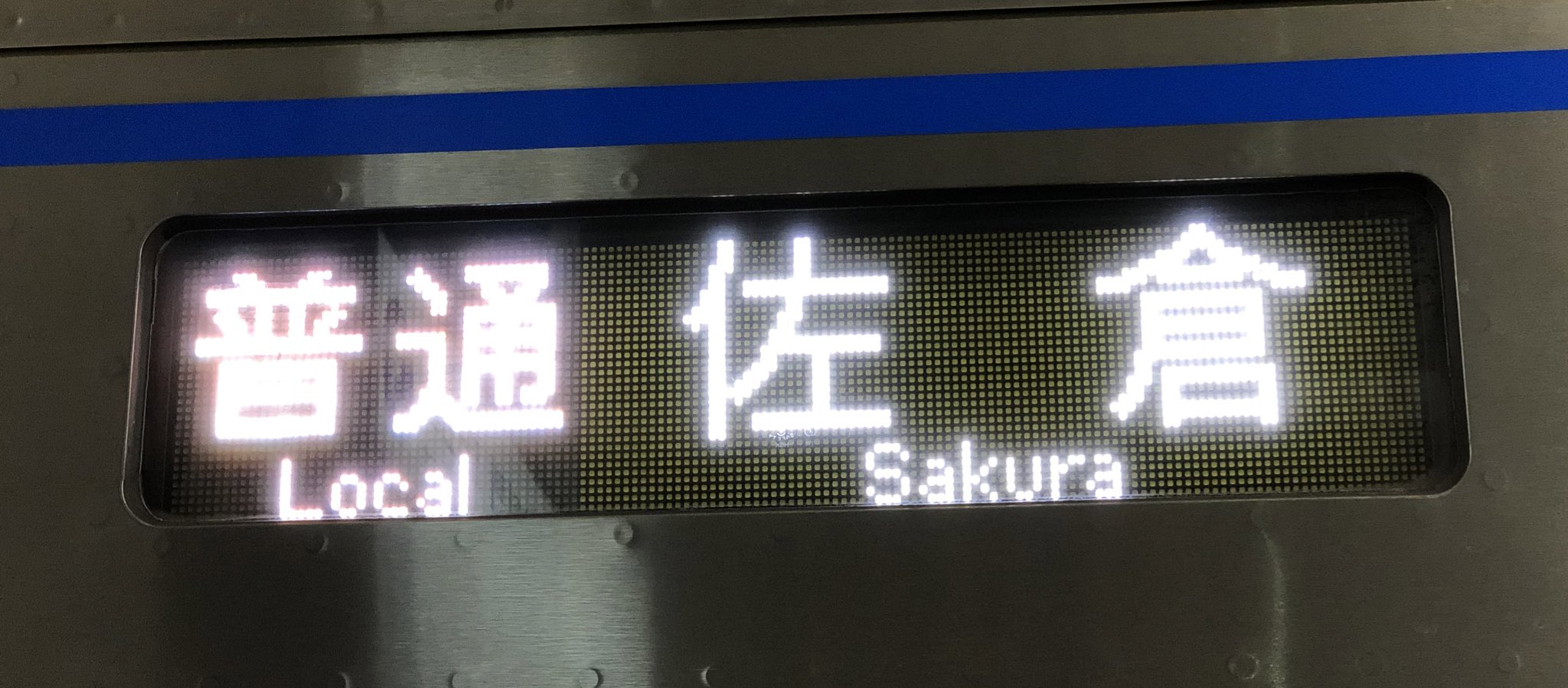
行先LED表示器

種別・行先表示器は3色LED式を京成で初めて採用した。従来の京成の一般車は種別表示器が正面貫通扉の窓下に設置されていたが、本形式では正面窓上部への設置に変更され、行先表示器と一体形のものとなっている。書体は側面の表示器とともにローマ字併記のゴシック体としている。前面のみ運行番号表示器を設置している。なお、2009年（平成21年）8月より、3002編成を皮切りに種別表示部をフルカラーLED式、行先表示部を白色LED式に交換する工事が行われ、以後すべての編成に実施された。
冷房装置は京成で初めて集中式を採用し、各車両に1基搭載する。装置は三菱電機製のCU-718形と東芝製のRPU-11013形があり、能力はいずれも46.52 kW (40,000 kcal/h) である。1 - 6次車まで日本車輌製造製は三菱電機製を、東急車輛製造製は東芝製を搭載しており、キセ（カバー）形状は両者で異なる。7次車以降は総合車両製作所横浜事業所で製造された編成も含め三菱電機製を搭載している。また8両編成の羽田空港・上野寄り3両目の-6は弱冷房車（設定温度は弱冷房車が27 ℃、他は25 ℃）としている。
2025年7月には新京成N800型が当形式と同じ塗装に変更された

### 室内設備

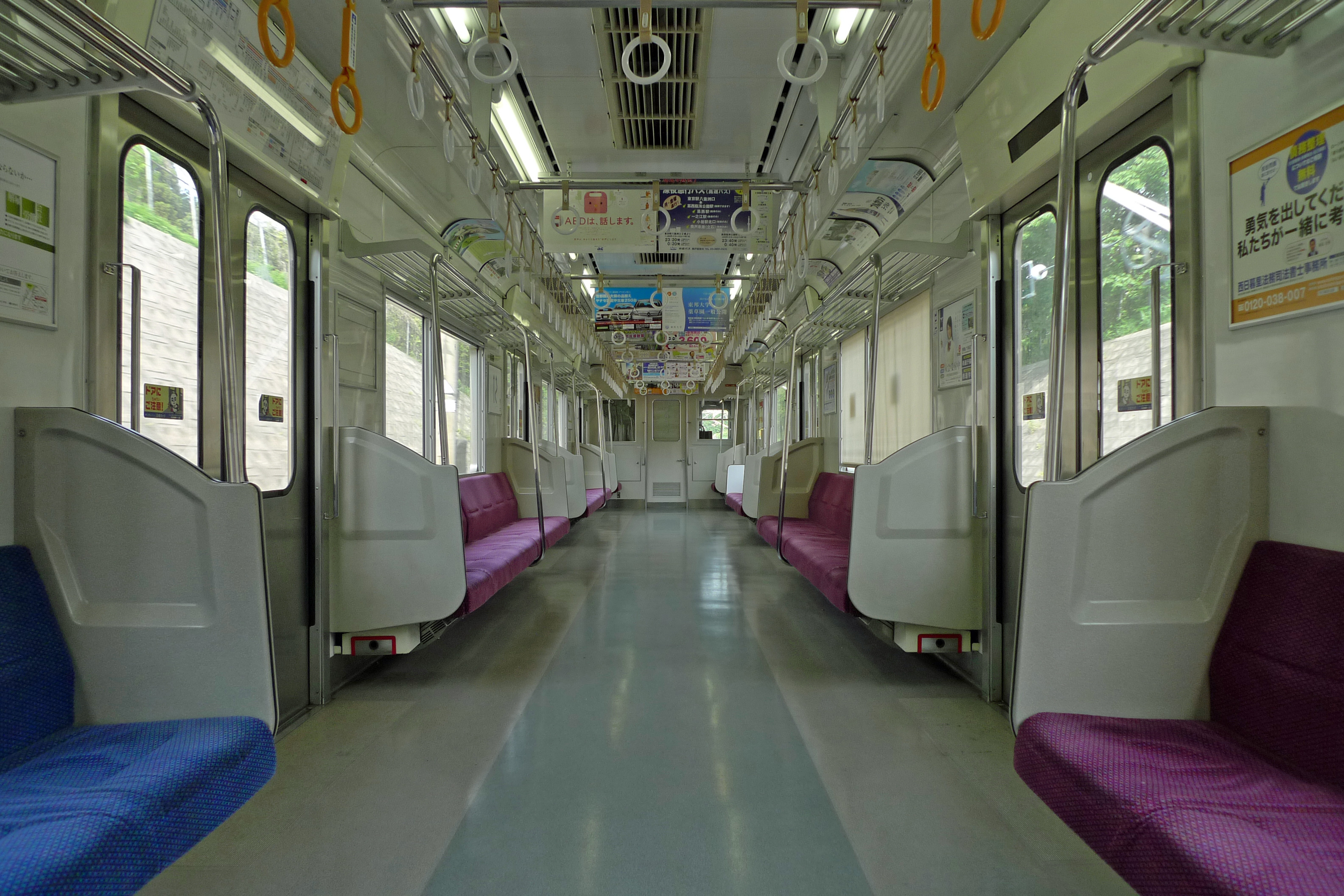
3000形（2代）1次車 車内

内装色は、3700形より多少淡い色調のアイボリーホワイト模様入りの化粧板に、耐久強化したグレーとブルーの2色の床面を採用し、全体的に落ち着いた配色になった。妻面の化粧板は、側面とは異なりキャラメルブラウン模様入りとなったほか、連結面貫通扉と乗務員仕切り扉は化粧板仕上げである。
中央天井部は空調ダクトとラインフロー（冷風吹出口）一体成形のFRP天井ユニット（白色）構成とし、補助送風機（ラインデリア）は先頭車6台・中間車5台を配置し、その部分のみ整風板を設置している。室内の客室部蛍光灯は昼白色タイプを使用していたが、客室蛍光灯破損時による事故防止のため3次車から飛散防止形白色タイプを採用し、後に1・2次車も交換した。2014年3月に投入された3028編成は全車両の車内照明がLEDに変更されている。
座席生地は3700形3868編成と同色のラベンダー模様を表地とする片持ち式バケットシートで、1人分の掛け幅は3700形の440 mmより20 mm広い460 mmに拡大、袖仕切は大形の板状のものを採用した。優先席部では座席生地を濃青色とし、ユニバーサルデザインの一環として荷棚を100 mm、つり革を50 mm一般席よりも低くしてある。この部分のつり革はマナー啓発のために4次車からオレンジ色のものとなり、既存車も後に白色からオレンジ色のものに交換されている。
座席間にはスタンションポール（縦握り棒）を8人掛け座席部と優先席部の中央に1本ずつ設置した。車椅子スペースは両先頭車に設置し、安全手すりと車椅子固定用のベルト、非常通報装置が設置されている。
客用ドア上部には1 - 6次車では3700形に引き続きLED式旅客案内表示器を搭載する（2019年度中に全編成がLCDに交換された）が、本形式では京急新1000形と同型のものが交互に配された。
表示器のないドア上部は路線図掲示スペースとしている。客用ドア開閉時には京成で初めてドアチャイムも設置されている。ドアエンジンは空気式だが、3700形6次車以降と同様に閉まってから6秒間戸閉力を弱める「戸閉力弱め機構」が搭載されている。

### 乗務員室

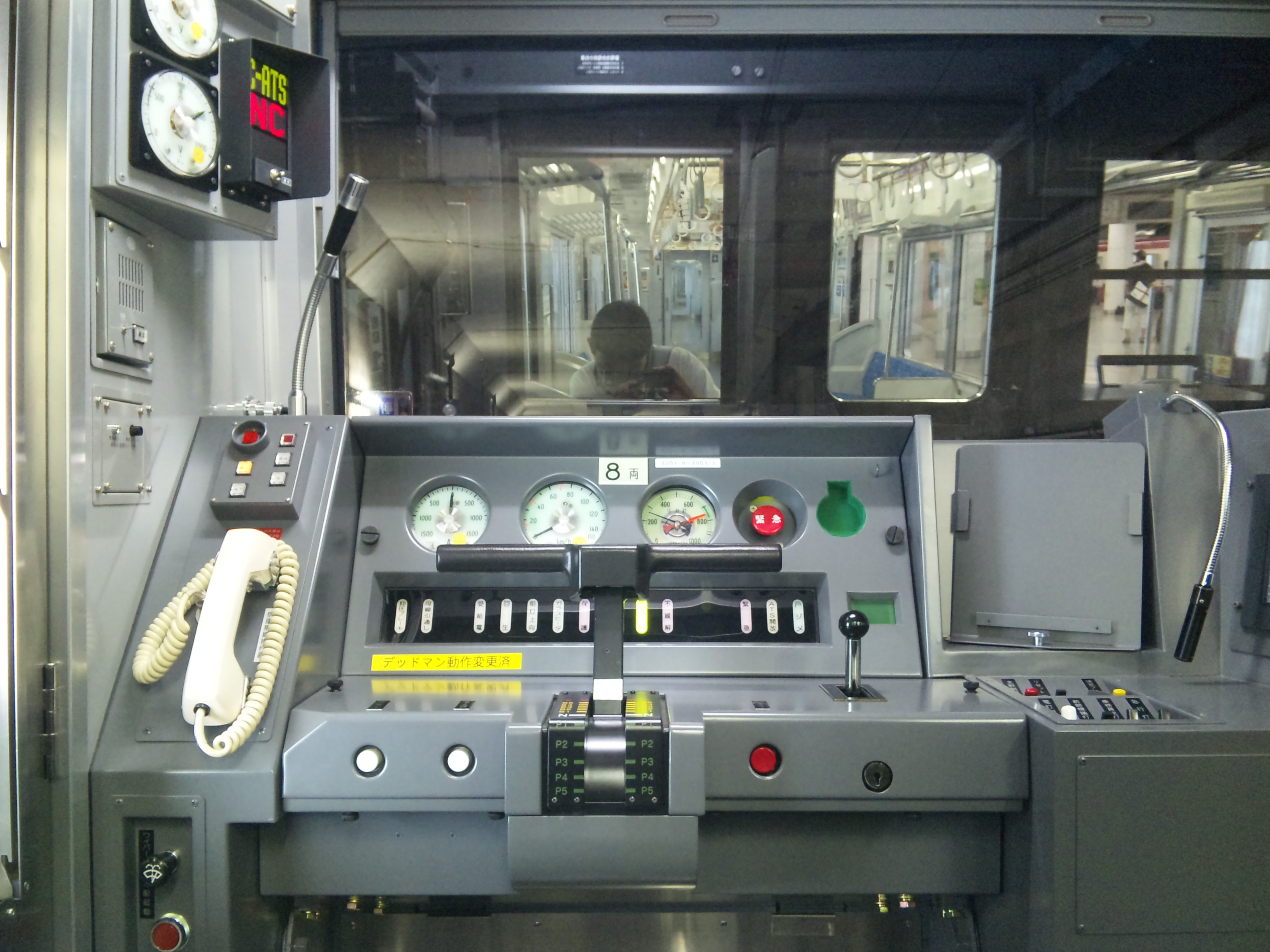
3000形7次車の運転台

乗務員室内・運転台計器盤は灰色の色調である。室内の奥行きは1,700 mmと従来よりも広めに確保されている。計器盤の配置は3700形に近く、左端には誘導無線操作器・送受話器を、中央の計器盤には電流計・速度計（150 km/h表示）・圧力計・緊急スイッチを設け、下に16点各種表示灯を、右端には行路表差しを配置する。
主幹制御器はT字型のワンハンドルマスコンである（力行1 - 5・常用ブレーキ1 - 5段・非常）。運転台の右端部には故障等を簡易表示するモニタ表示器がある。このほか、前面ガラスの日除け（光線除け）はアクリル製の遮光パネルに代わって、フリーストップ式のカーテンを設置した。
乗務員室仕切りは仕切窓が3枚並び、そのうち中央は仕切扉である。遮光幕はロールアップ式で運転席背面と仕切り扉に設置されている。

### 主要機器
京成初のIGBT素子使用の東洋電機製造製VVVFインバータ制御方式（3300 V / 1200 A)を採用した。制御装置は125 kW出力の三相誘導電動機4台を制御をするもので、1台に2両分をセットで搭載する1C4M2群構成としており、トルク制御にはベクトル制御を採用している。MT比は8両編成では6M2T、6両編成では4M2Tとしており、京浜急行電鉄の車両規定により、先頭車は制御電動車としている。
台車は住友金属製（8次車以降は新日鐵住金製）FS 564形（M車）、FS 064形（T車）で、ダイレクトマウント方式のボルスタアンカー付き構造、軸箱支持はモノリンク方式である。基礎ブレーキには保守の容易なユニットブレーキを使用している。
本形式より車両メーカーにより駆動装置・モーターの区分がなされ、日本車輌製はTD駆動装置・東洋製モーターTDK6174-A、東急・総合製はWN駆動装置・三菱電機製モーターMB-5100-Aの組み合わせになった。
補助電源装置はIGBT素子を使用した東芝製（13・14次車は東芝インフラシステムズ製）の150 kVA出力静止形インバータ (SIV) を搭載、空気圧縮機 (CP) は6次車までがレシプロ式のC-2000-ML形（吐出量2,000 L/min）を搭載する。集電装置には東洋電機製造製のシングルアーム式パンタグラフを搭載する。

走行機器類（すべて7次車のもの）
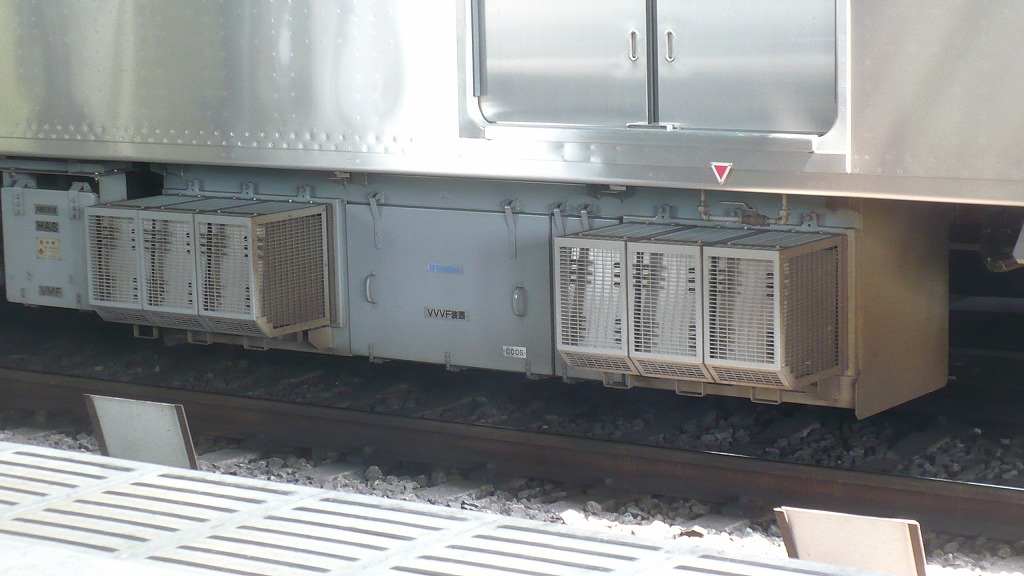
東洋電機製造製のVVVF装置（ATR-H8125-RG681A形）
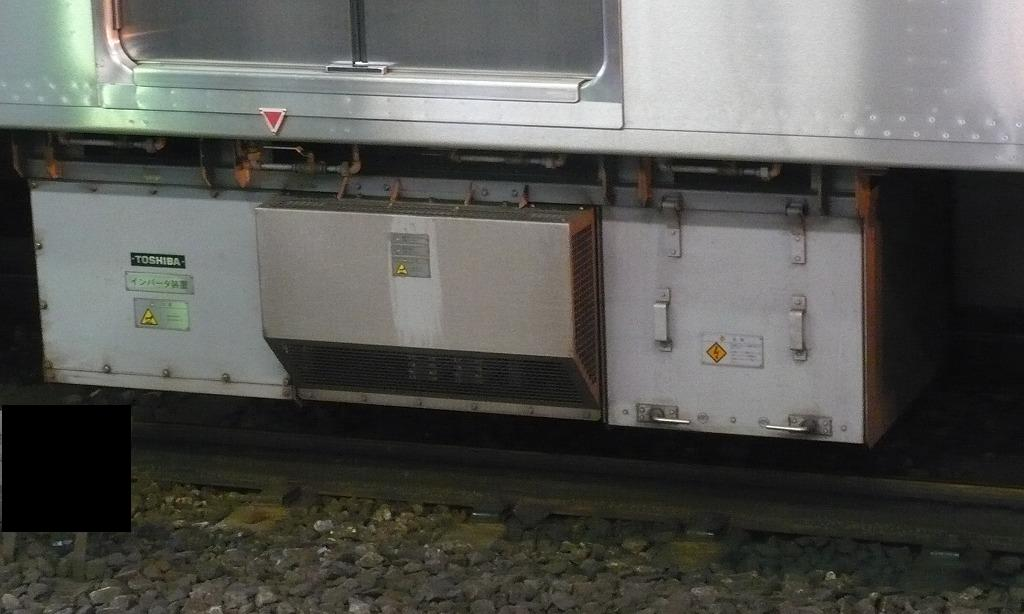
東芝製の静止形インバータ（INV153-A0形）
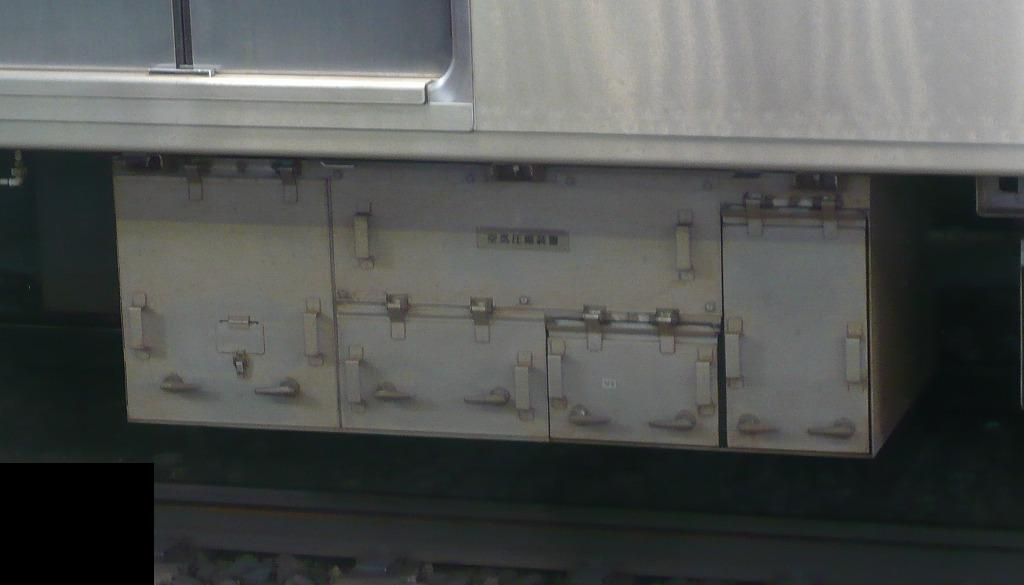
後述する7次車が搭載するスクロール式空気圧縮機（MBU1600Y形）

ブレーキ制御装置は三菱電機製のMBSA方式とし、回生ブレーキ併用電気指令式空気ブレーキである。T車優先遅れ込め制御とし、付随車には車輪の滑走を防止する滑走防止制御装置を設置する。このほか、抑圧ブレーキ（耐雪ブレーキ）・保安ブレーキを有する。また、2010年に開業した成田スカイアクセス線ではアクセス特急が120 km/hで運行するため、当初より元空気溜と増圧ブレーキの設定が同線での運用に対応している。

## 編成表
|          | ← 浦賀                                    | ← 浦賀                                    | ← 浦賀                                    | ← 浦賀                                    | ← 浦賀                                    | ← 浦賀                                    | ← 浦賀                                    | ← 浦賀                                    | 製造メーカー      | 竣工時期                      |
| 形式     | 3000-8 (M2c)                              | ＜＞ 3000-7 (M1)                          | 3000-6 (T)                                | ＞ 3000-5 (M1')                           | 3000-4 (M2)                               | 3000-3 (T)                                | ＜＞ 3000-2 (M1)                          | 3000-1 (M2c)                              | 製造メーカー      | 竣工時期                      |
| 搭載機器 | CP                                        | VVVF                                      | SIV                                       |                                           | VVVF                                      | SIV                                       | VVVF                                      | CP                                        | 製造メーカー      | 竣工時期                      |
| 車両重量 | 33.0 t                                    | 33.0 t                                    | 27.0 t                                    | 30.0 t                                    | 32.0 t                                    | 27.0 t                                    | 33.0 t                                    | 33.0 t                                    | 製造メーカー      | 竣工時期                      |
| 1次車    | 3001-8                                    | 3001-7                                    | 3001-6                                    | 3001-5                                    | 3001-4                                    | 3001-3                                    | 3001-2                                    | 3001-1                                    | 日本車輌          | 2003年1月                     |
| 7次車    | 3051-8 3052-8 3053-8 3054-8 3055-8 3056-8 | 3051-7 3052-7 3053-7 3054-7 3055-7 3056-7 | 3051-6 3052-6 3053-6 3054-6 3055-6 3056-6 | 3051-5 3052-5 3053-5 3054-5 3055-5 3056-5 | 3051-4 3052-4 3053-4 3054-4 3055-4 3056-4 | 3051-3 3052-3 3053-3 3054-3 3055-3 3056-3 | 3051-2 3052-2 3053-2 3054-2 3055-2 3056-2 | 3051-1 3052-1 3053-1 3054-1 3055-1 3056-1 | 日本車輌          | 2010年1月 2010年3月 2010年6月 |
| 8次車    | 3026-8 3027-8                             | 3026-7 3027-7                             | 3026-6 3027-6                             | 3026-5 3027-5                             | 3026-4 3027-4                             | 3026-3 3027-3                             | 3026-2 3027-2                             | 3026-1 3027-1                             | 日本車輌 総合横浜 | 2013年2月 2013年3月           |
| 9次車    | 3028-8                                    | 3028-7                                    | 3028-6                                    | 3028-5                                    | 3028-4                                    | 3028-3                                    | 3028-2                                    | 3028-1                                    | 日本車輌          | 2014年2月                     |
| 10次車   | 3029-8 3030-8                             | 3029-7 3030-7                             | 3029-6 3030-6                             | 3029-5 3030-5                             | 3029-4 3030-4                             | 3029-3 3030-3                             | 3029-2 3030-2                             | 3029-1 3030-1                             | 総合横浜 日本車輌 | 2015年3月 2015年2月           |
| 12次車   | 3033-8 3035-8                             | 3033-7 3035-7                             | 3033-6 3035-6                             | 3033-5 3035-5                             | 3033-4 3035-4                             | 3033-3 3035-3                             | 3033-2 3035-2                             | 3033-1 3035-1                             | 総合横浜 日本車輌 | 2017年2月 2017年3月           |
| 13次車   | 3036-8 3037-8 3038-8                      | 3036-7 3037-7 3038-7                      | 3036-6 3037-6 3038-6                      | 3036-5 3037-5 3038-5                      | 3036-4 3037-4 3038-4                      | 3036-3 3037-3 3038-3                      | 3036-2 3037-2 3038-2                      | 3036-1 3037-1 3038-1                      | 日本車輌          | 2018年2月 2018年3月           |
| 14次車   | 3041-8 3042-8                             | 3041-7 3042-7                             | 3041-6 3042-6                             | 3041-5 3042-5                             | 3041-4 3042-4                             | 3041-3 3042-3                             | 3041-2 3042-2                             | 3041-1 3042-1                             | 日本車輌          | 2019年2月                     |

|          | ← 京成上野                  | ← 京成上野                  | ← 京成上野                  | ← 京成上野                  | ← 京成上野                  | ← 京成上野                  | 製造メーカー                        | 竣工時期                                  |
| 形式     | 3000-8 (M2c)                | ＜＞ 3000-7 (M1)            | 3000-6 (T)                  | 3000-3 (T)                  | ＜＞ 3000-2 (M1)            | 3000-1 (M2c)                | 製造メーカー                        | 竣工時期                                  |
| 搭載機器 | CP                          | VVVF                        | SIV                         | SIV                         | VVVF                        | CP                          | 製造メーカー                        | 竣工時期                                  |
| 1次車    | 3002-8 3003-8 3004-8 3005-8 | 3002-7 3003-7 3004-7 3005-7 | 3002-6 3003-6 3004-6 3005-6 | 3002-3 3003-3 3004-3 3005-3 | 3002-2 3003-2 3004-2 3005-2 | 3002-1 3003-1 3004-1 3005-1 | 日本車輌 東急車輛 日本車輌 東急車輛 | 2003年2月 2003年3月                       |
| 2次車    | 3006-8 3007-8 3008-8 3009-8 | 3006-7 3007-7 3008-7 3009-7 | 3006-6 3007-6 3008-6 3009-6 | 3006-3 3007-3 3008-3 3009-3 | 3006-2 3007-2 3008-2 3009-2 | 3006-1 3007-1 3008-1 3009-1 | 日本車輌 東急車輛 日本車輌 東急車輛 | 2003年10月 2004年1月 2003年11月 2004年1月 |
| 3次車    | 3010-8 3011-8 3012-8 3013-8 | 3010-7 3011-7 3012-7 3013-7 | 3010-6 3011-6 3012-6 3013-6 | 3010-3 3011-3 3012-3 3013-3 | 3010-2 3011-2 3012-2 3013-2 | 3010-1 3011-1 3012-1 3013-1 | 日本車輌 東急車輛 日本車輌 東急車輛 | 2005年2月 2004年11月 2005年2月 2004年11月 |
| 4次車    | 3014-8 3015-8 3016-8 3017-8 | 3014-7 3015-7 3016-7 3017-7 | 3014-6 3015-6 3016-6 3017-6 | 3014-3 3015-3 3016-3 3017-3 | 3014-2 3015-2 3016-2 3017-2 | 3014-1 3015-1 3016-1 3017-1 | 日本車輌 東急車輛 日本車輌 東急車輛 | 2006年3月 2006年1月 2006年3月 2006年1月   |
| 5次車    | 3018-8 3019-8 3020-8 3021-8 | 3018-7 3019-7 3020-7 3021-7 | 3018-6 3019-6 3020-6 3021-6 | 3018-3 3019-3 3020-3 3021-3 | 3018-2 3019-2 3020-2 3021-2 | 3018-1 3019-1 3020-1 3021-1 | 日本車輌 東急車輛 日本車輌 東急車輛 | 2006年11月 2007年3月 2006年11月 2007年3月 |
| 6次車    | 3022-8 3023-8 3024-8 3025-8 | 3022-7 3023-7 3024-7 3025-7 | 3022-6 3023-6 3024-6 3025-6 | 3022-3 3023-3 3024-3 3025-3 | 3022-2 3023-2 3024-2 3025-2 | 3022-1 3023-1 3024-1 3025-1 | 日本車輌 東急車輛 日本車輌 東急車輛 | 2007年11月 2008年2月 2007年11月 2008年2月 |
| 11次車   | 3031-8 3032-8               | 3031-7 3032-7               | 3031-6 3032-6               | 3031-3 3032-3               | 3031-2 3032-2               | 3031-1 3032-1               | 日本車輌 総合横浜                   | 2016年2月                                 |
| 12次車   | 3034-8                      | 3034-7                      | 3034-6                      | 3034-3                      | 3034-2                      | 3034-1                      | 日本車輌                            | 2017年2月                                 |
| 14次車   | 3039-8 3040-8               | 3039-7 3040-7               | 3039-6 3040-6               | 3039-3 3040-3               | 3039-2 3040-2               | 3039-1 3040-1               | 日本車輌                            | 2018年9月                                 |

- 凡例
  - ＜    ＞: パンタグラフ
  - VVVF : 主制御器（1C4M 2群）
  - SIV : 補助電源装置（静止形インバータ）
  - CP : 空気圧縮機
- 備考
  - 竣工月とは正式に入籍した年月のことであり、落成時期ではない。
  - 車両重量は8両・6両編成とも各形式共通で、これは7次車まで共通である。

## 編成ごとの相違点
2002年（平成14年）度分として8両編成1本（8両）と6両編成4本（24両）の計32両が新製された。翌2003年（平成15年）度から毎年6両編成4本（24両）ずつが新製されたことにより、2017年（平成29年）4月現在で8両編成14本（112両）と6両編成27本（162両）の計41本274両が在籍している。ここでは各年度の相違点を以下に分けて紹介する。

### 1・2次車（3001 - 3009編成）
1次車の3001 - 3005編成は2002年（平成14年）12月から順次入線した。その際、都営浅草線内での自走が不可能であったため、一旦東急車輛製造へ入場し、3600形VVVFインバータ改造車の3668編成の付随車を除いた電動車4両に牽引され、京急金沢八景駅から宗吾検車区まで輸送された。その後、翌2003年2月から3月にかけて32両が入籍、竣工した。前述したが、8両編成（3001編成）は2003年（平成15年）2月1日から、6両編成（3002編成）は4日遅れの2月5日から営業運転を開始している。これにより3200形および3500形未更新車の置き換えが開始されたほか、3700形のうちの3808編成が、北総開発鉄道（現・北総鉄道）7050形（京成3150形のリース車）の置き換えを目的として北総開発鉄道へ7300形7808編成としてリースとされた。
2次車は3006 - 3009編成で、2003年10月から11月にかけて3006・3008編成が、続いて翌2004年（平成16年）1月に3007・3009編成が落成した。これにより北総開発鉄道に3200形を7250形としてリースしたことにより、7050形が全廃となったほか、3200形の8M車およびVVVFインバータ制御試験車が置き換えられた。なお、車両製造メーカーにより落成時期が車号順でないことが多く、これは3700形やAE100形などでも同様である。
1次車と2次車では、後者で扉開閉時の動作音が多少低減されたことと、電灯回路を変更し、電灯制御スイッチを前部・後部標識灯、急行灯、車掌側乗務員室灯と分離し、室内灯を消灯しても標識灯類が消灯しないようになったこと以外での仕様は同一である。室内貫通扉はハイフン以下3・5・7の成田空港方にのみ設置された。
3008編成は2005年（平成17年）9月以降、試験的に純電気ブレーキ機能を追加した。この装置は4次車以降で本格的に採用したほか、1 - 3次車にも追設している。

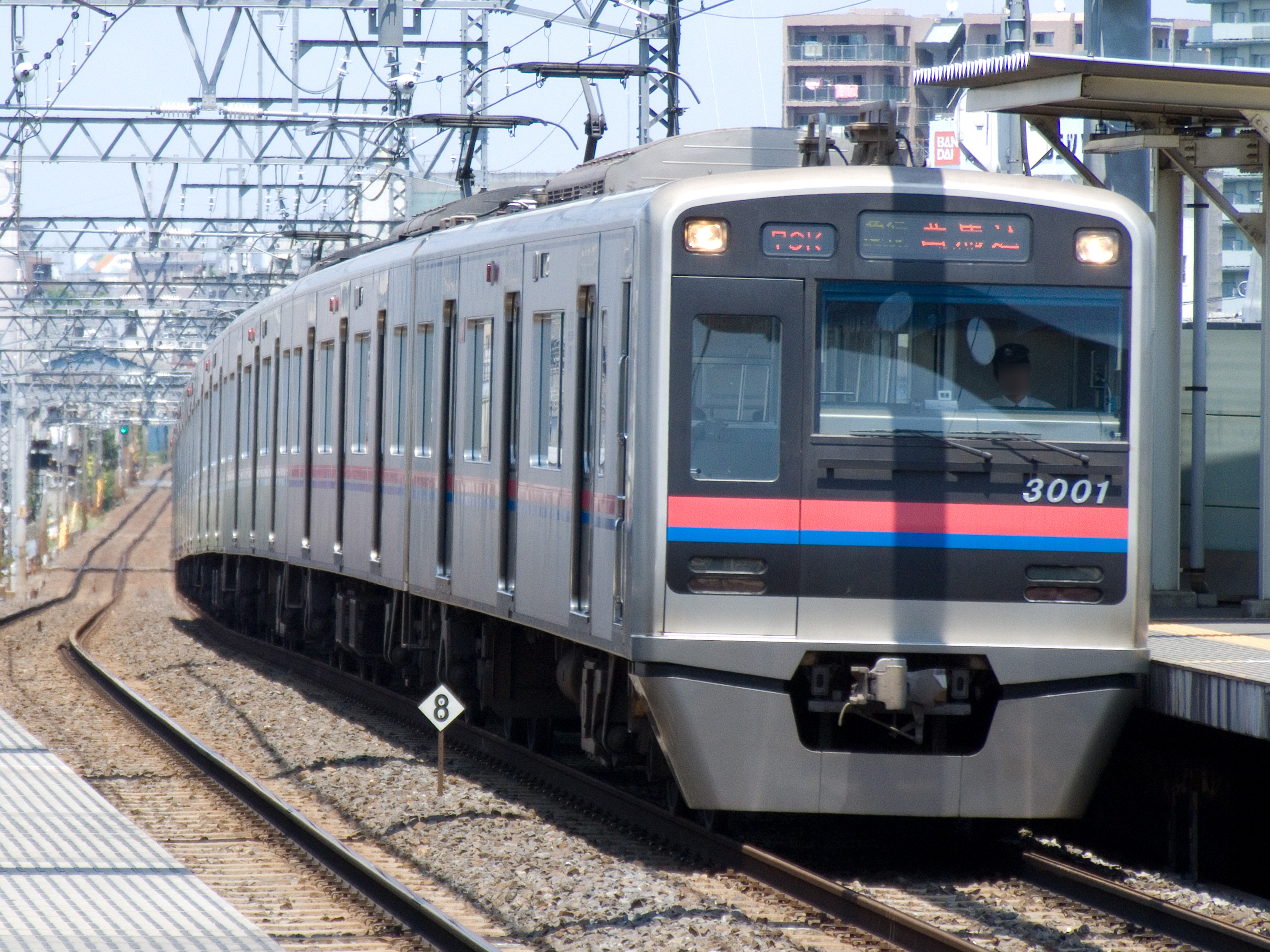
3001編成（2007年6月17日）

### 3次車（3010 - 3013編成）
3次車として2004年11月に3011・3013編成が、続いて翌2005年（平成17年）2月に3010・3012編成が落成した。本グループから火災時非常対策強化により室内貫通扉が全車に設置され、同時にC-ATSと緊急スイッチを装備した。加えて、運転台周りの設計を若干変更した。このC-ATSと緊急スイッチの装備などは既存の車両にも順次改造適用されている。本グループ投入により更新対象外となった1976年（昭和51年）度製の3500形がすべて淘汰された。
また、落成時より客室内の蛍光灯が従来の昼白色タイプから乗り入れ先の京急・都営車共通の飛散防止白色タイプを採用し、破損時の事故防止を図った。これについては、2004年4月から6月にかけて京成通勤車の全在籍車で（蛍光灯カバーのあるAE100形を除く）昼白色タイプから前述と同様の飛散防止白色タイプに変更し、昼白色使用時より室内の色温度が多少低くなり、赤・黄味が強くなった。

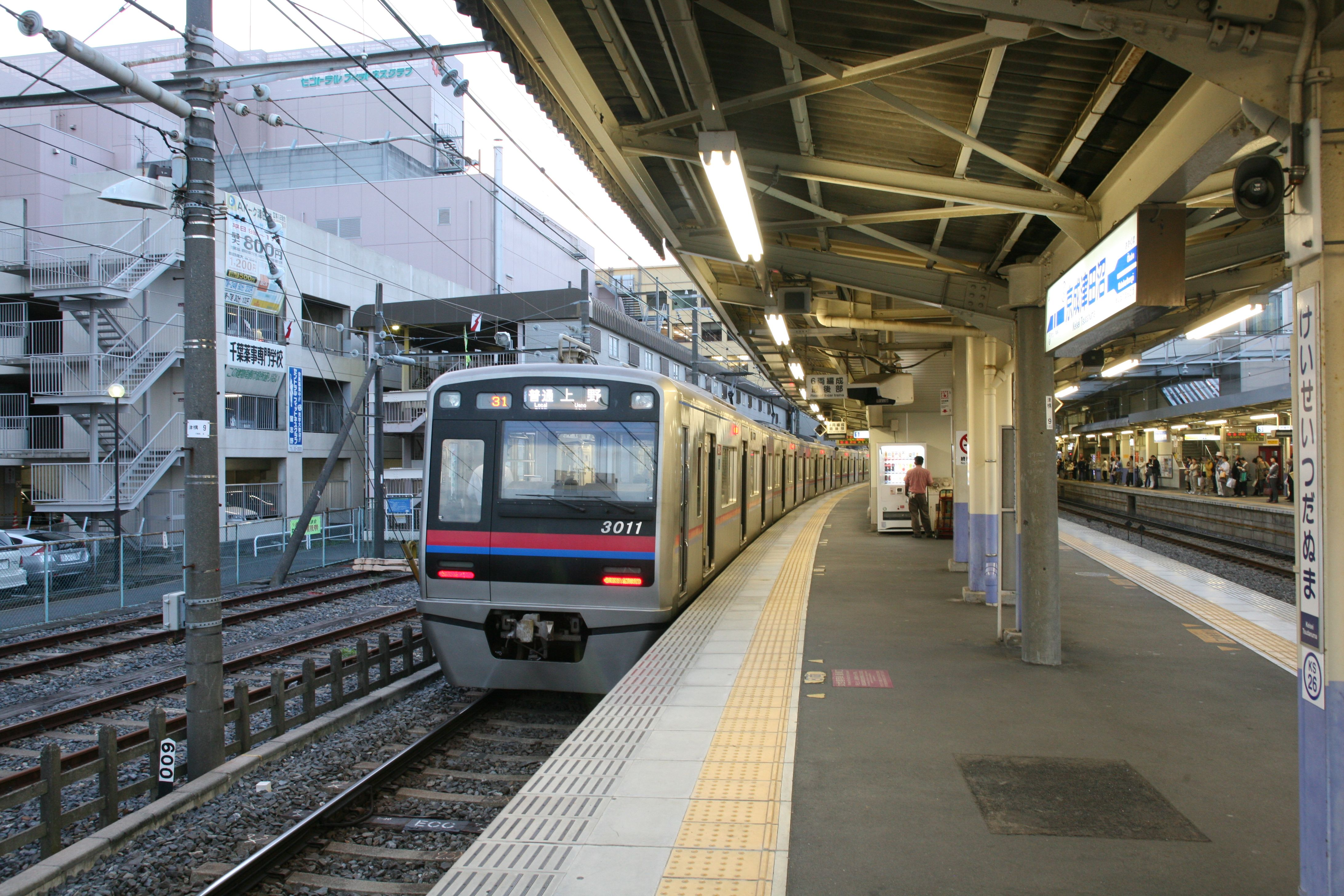
3011編成（2010年10月16日、京成津田沼駅）

### 4次車（3014 - 3017編成）
4次車として2006年（平成18年）1月に3015・3017編成が、続いて同年3月に3014・3016編成が落成した。本グループから3008編成で試行された純電気ブレーキを本格的に採用した。
このグループと同時期に新京成N800形・北総鉄道7500形が製造されることとなった。三社の設計共通化を図る見地から、外観では空間波無線 (SR) アンテナ用台座が運転台上に設置された。合わせて誘導無線 (IR) 列車無線アンテナが後部に移動している。新京成N800形はSR無線を搭載し、IR無線は台座のみ設置して落成（後にIR無線機器を搭載）したが、この時点では今後京成・北総両社がSR無線を搭載するかは不明であった。後の2021年（令和3年）より使用開始されたデジタルSR無線を導入する際にこの台座にアンテナが設置されたが、京成・北総では新京成と同じ逆L型ではなく円筒型が採用された。
室内では、ユニバーサルデザインの一環としてドア付近の床面に黄色いラインを配したほか、マナー強化の一環として製造時より優先席付近のつり革をオレンジ色のものとした。その他、補助送風機（ラインデリア）吹き出し口整風板を従来のFRP製からアルミ製に変更した。
本グループの増備をもって本形式の在籍数は100両を超え、3700形に次ぐ主力車になった。編成数では6両と8両を合わせて本形式・3700形とも17本で同数となった。本グループの投入により3300形が北総鉄道に7260形としてリースされ、7250形が全廃となった。

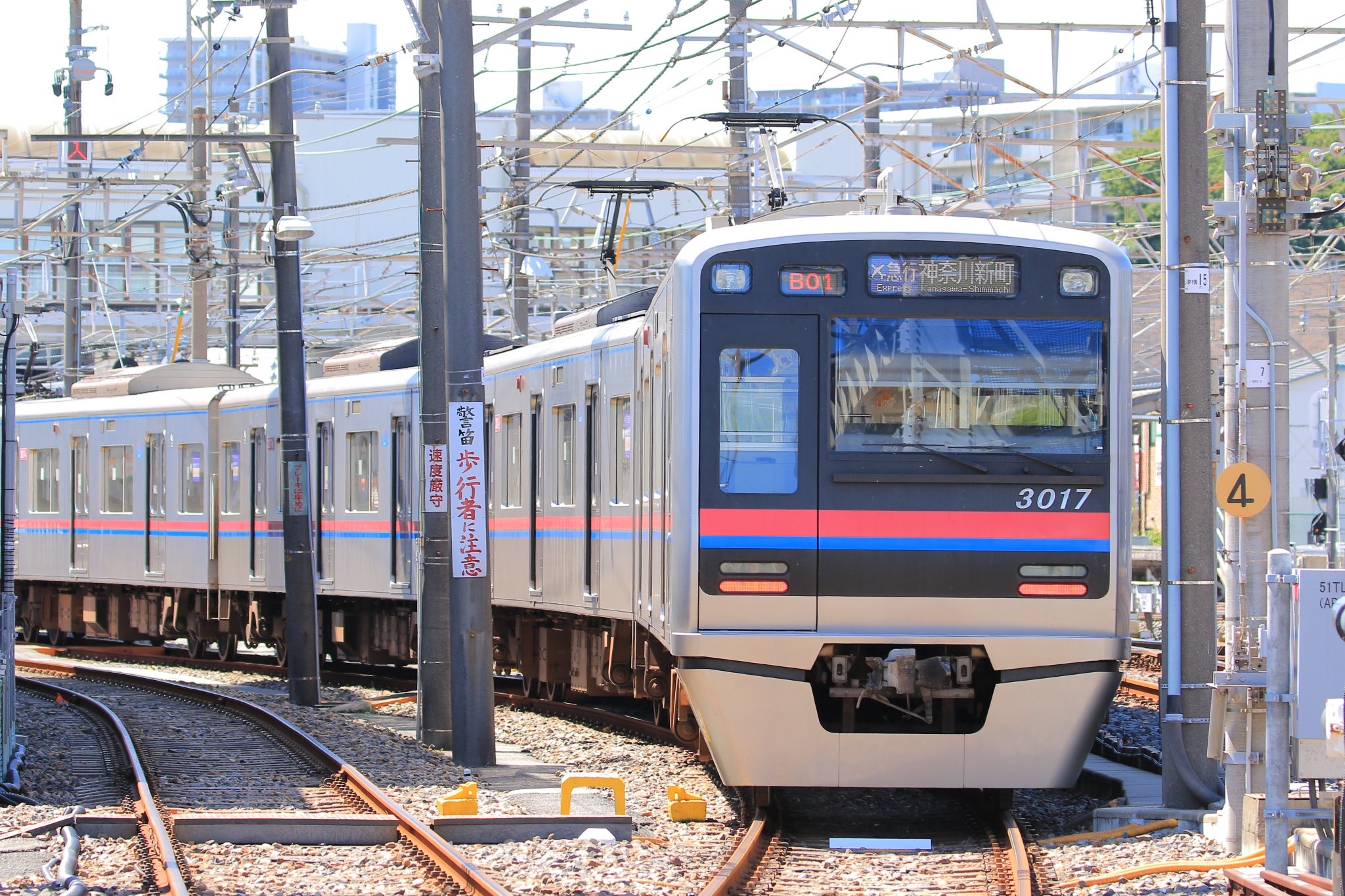
3017編成（2019年7月1日、津田沼車庫）

### 5・6次車（3018 - 3025編成）
2006年（平成18年）度製造分の車両として、同年11月 - 12月に3018・3020編成が、翌2007年（平成19年）3月に3019・3021編成がそれぞれ落成、営業運転を開始した。
4次車との変更点としては、制動緩解時の音の静粛化や、減速時にインバータ装置および電動機から発する非同期モードへの変調がN800形と同じように早くなっている点が挙げられる。その他の外観・内装に関しては基本的に4次車と差異はない。
5次車の製造に先立ち、3015編成の成田空港寄り2両の走行機器が一部変更された。同車も減速時の非同期モードへの戻りが早くなっており、5次車では3015編成で試用した走行機器の結果をフィードバックした。
2007年度製造分の車両として、同年11月に5次車とほぼ同内容で6次車の3022・3024編成が、翌2008年2月に3023・3025編成がそれぞれ落成した。この4編成が落成した時点で本形式は登場から5年で京成在籍車両としては152両と形式別で最多数になった。3022編成の投入により3200形が全廃となり、3025編成の落成に伴い、それまで6両編成で運用していた3300形3344編成は中間車2両を廃車にして4両編成化され、玉突きで3500形3580編成も廃車されている。

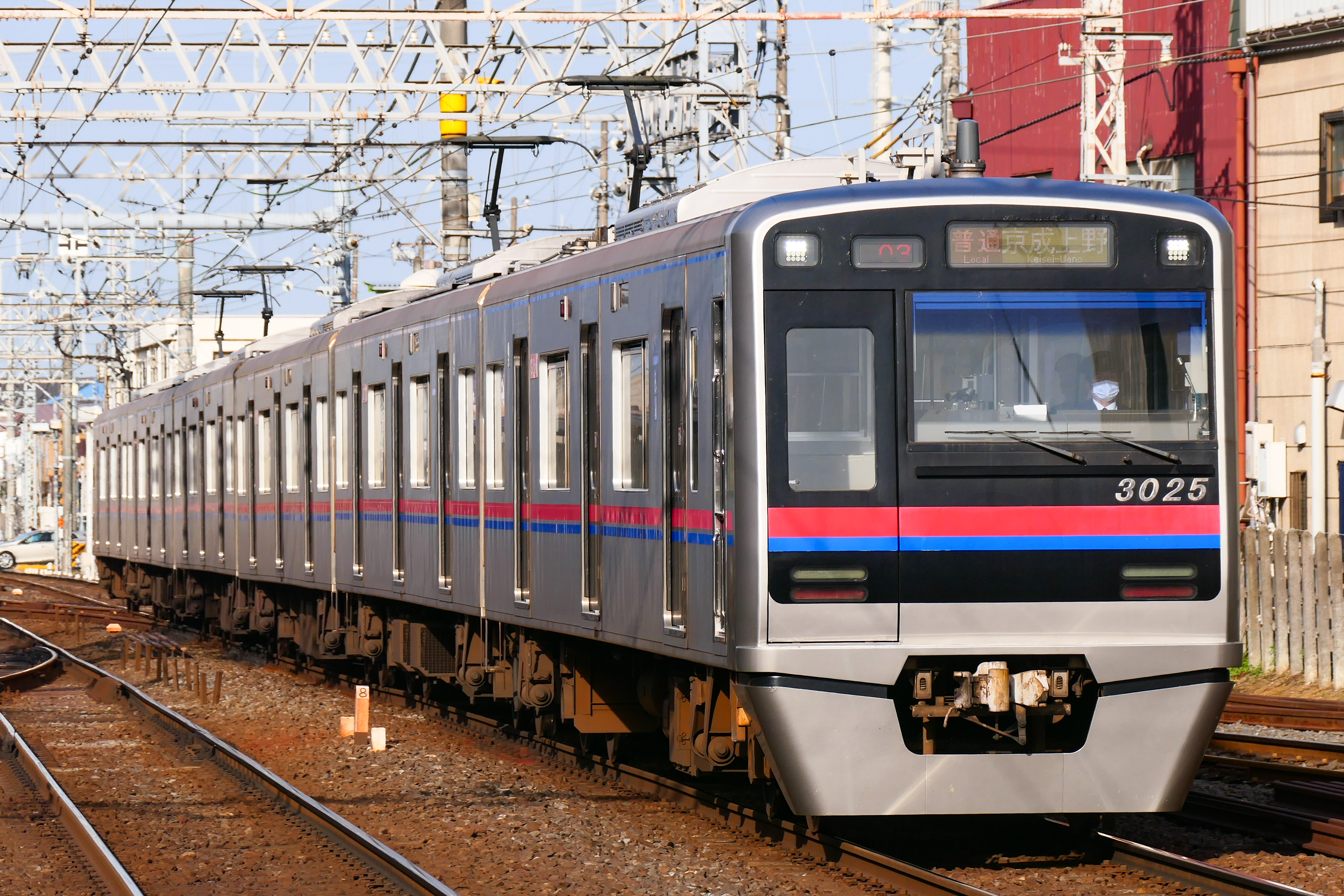
3025編成（2023年3月11日）

### 7次車（3050形）

車両
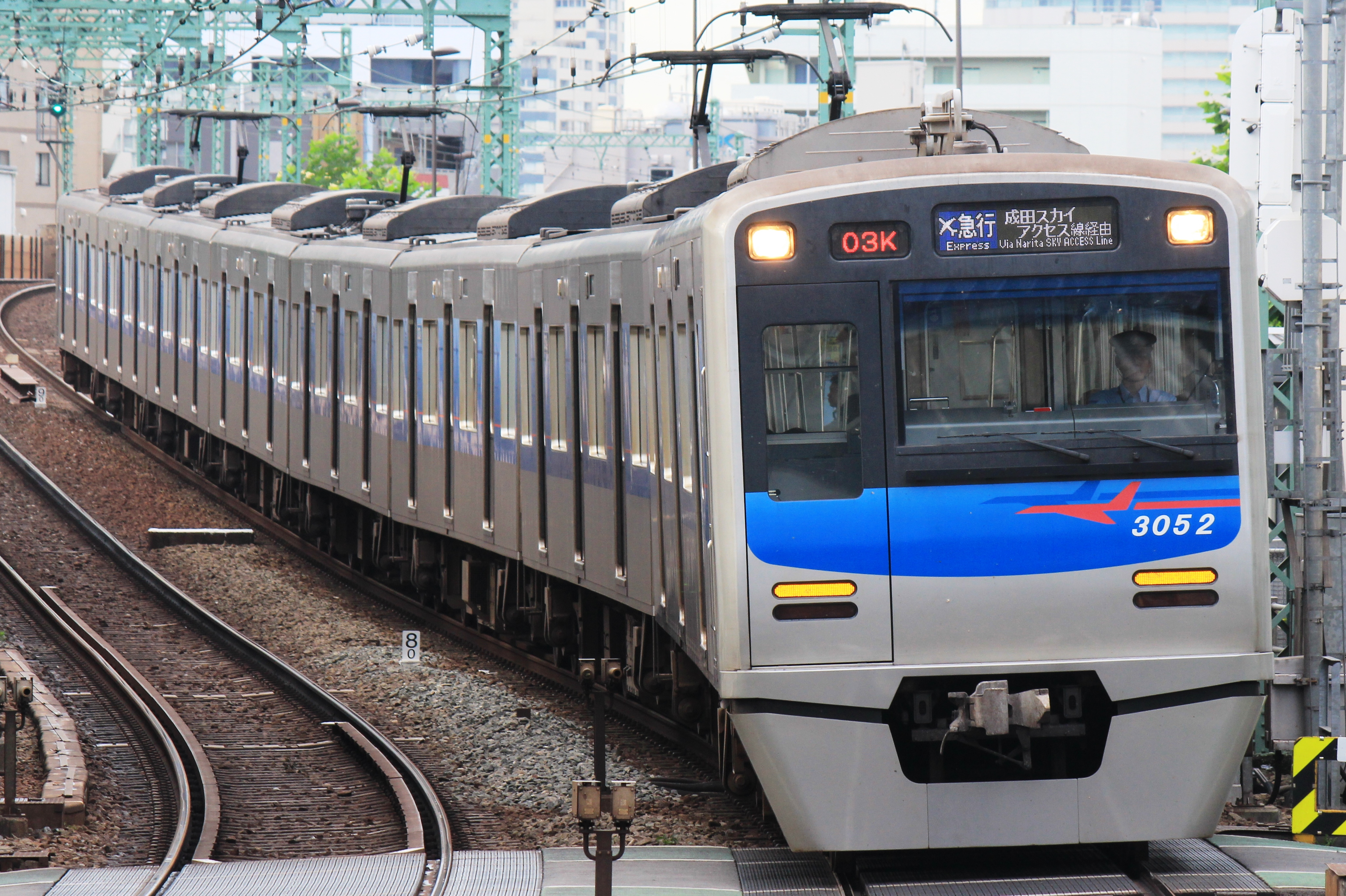
3052編成 （2014年7月12日 北品川駅）
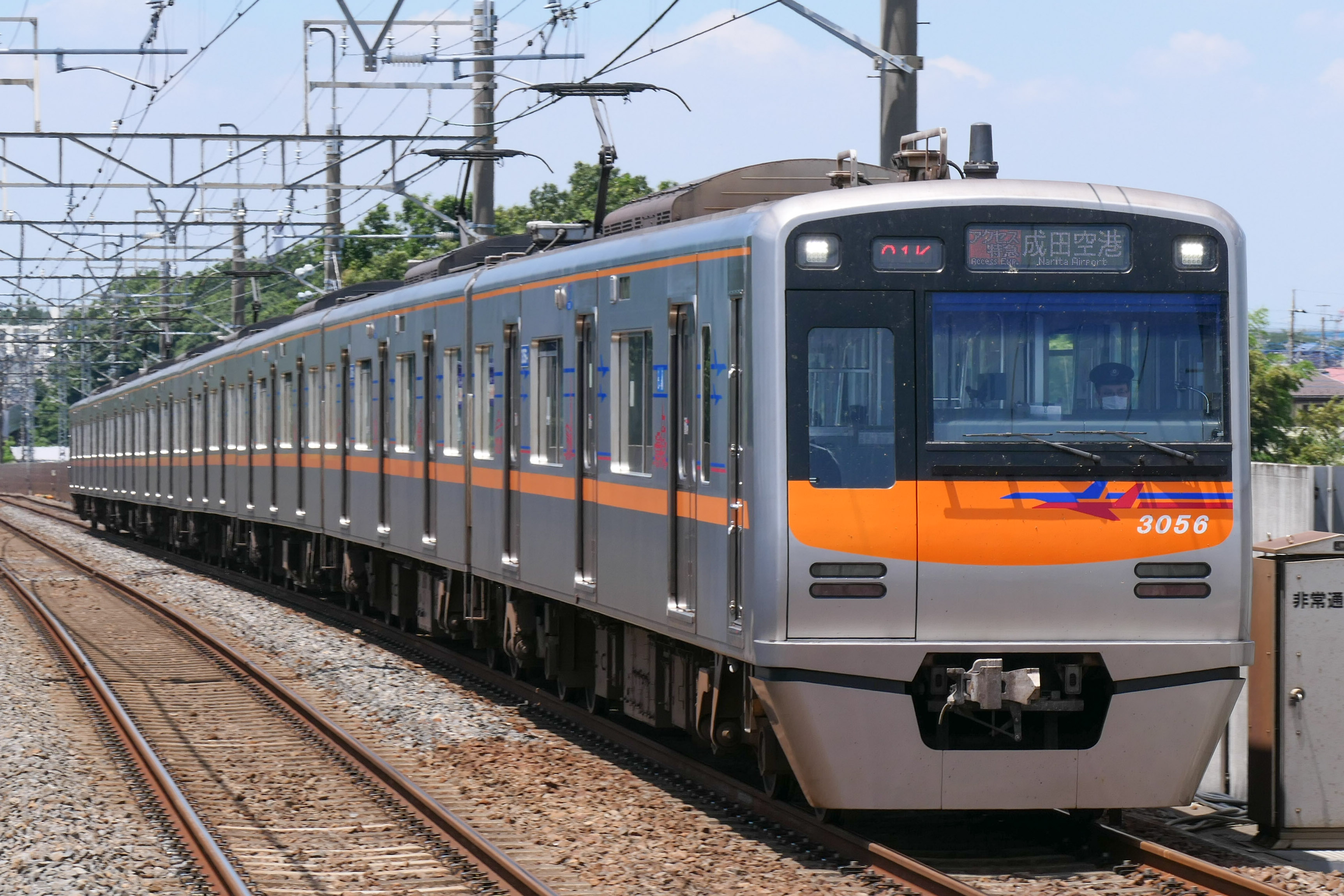
オレンジ基調の塗装に変更された3056編成 （2021年7月17日 大町駅）
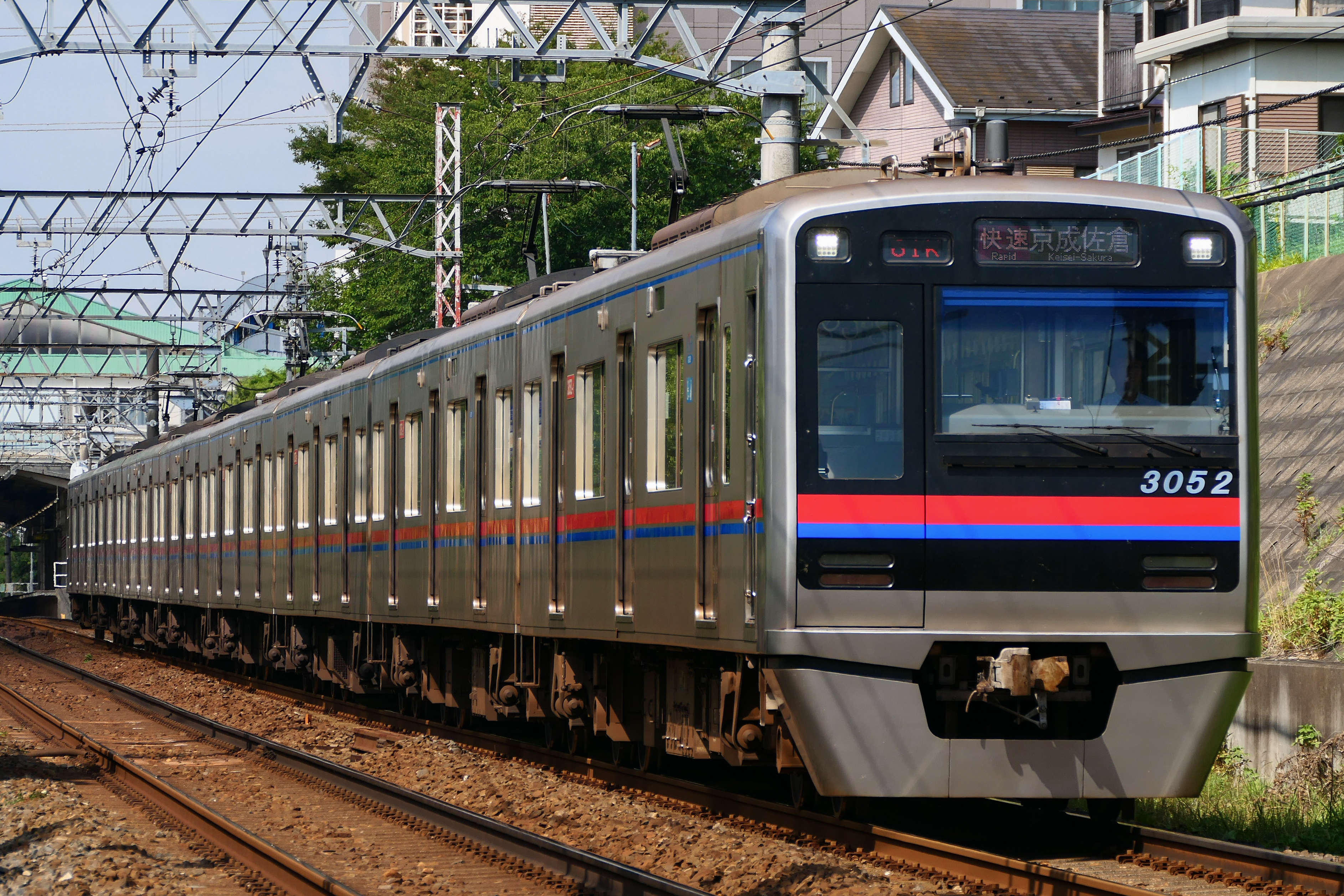
本線に転用後の3052編成 （2023年8月20日 ユーカリが丘駅 - 京成臼井駅間）

2010年（平成22年）7月17日開業の成田スカイアクセス線向けの一般特急列車用車両として、2009年（平成21年）9月から製造された。この7次車は仕様が変更され、車両番号が3050番台にも区分されたことから「3050形」とも呼ばれる。スカイアクセスの開業までに8両編成6本（48両）が日本車輌製造で製造された。なおこのグループから車内の表記類はすべてシールとなった。また日本車両（日本車輌製造）のシールの落成年は和暦から西暦に変更された。
7次車は成田スカイアクセス線開業と同時に新型スカイライナーAE形とともに営業運転を開始し、京急蒲田 - 品川間・京成高砂 - 成田空港間などでは最高速度120 km/hで運転を行っている。
車種構成は8両編成の3001編成と同様のMT比6M2T構成である。それまでの車両同様に「1号線直通車両規格」に対応しており、成田スカイアクセス線経由の一般特急列車のほか、都営地下鉄浅草線や京浜急行電鉄への乗り入れも行っている。

側面外観
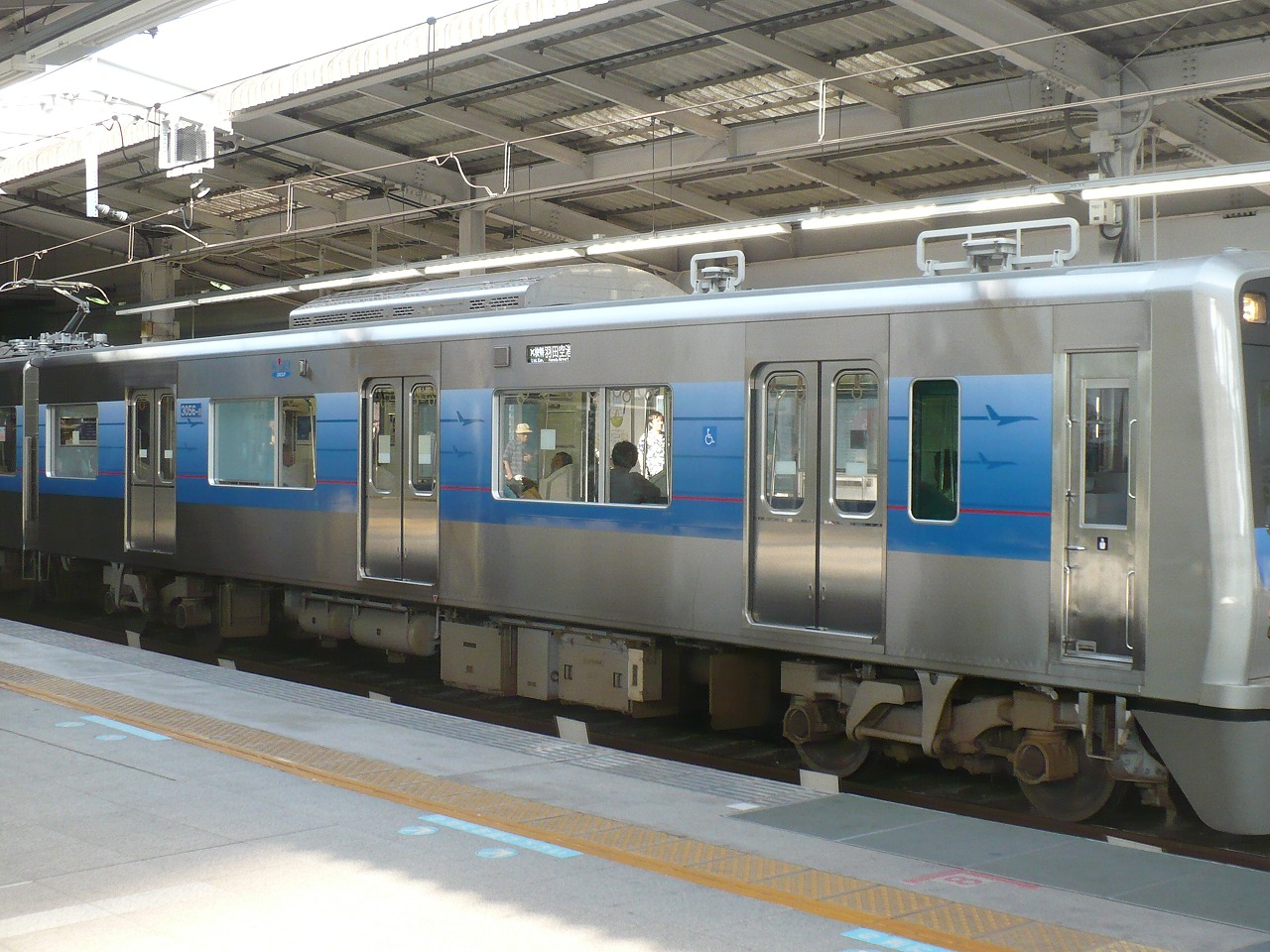
3000形7次車の側面外観
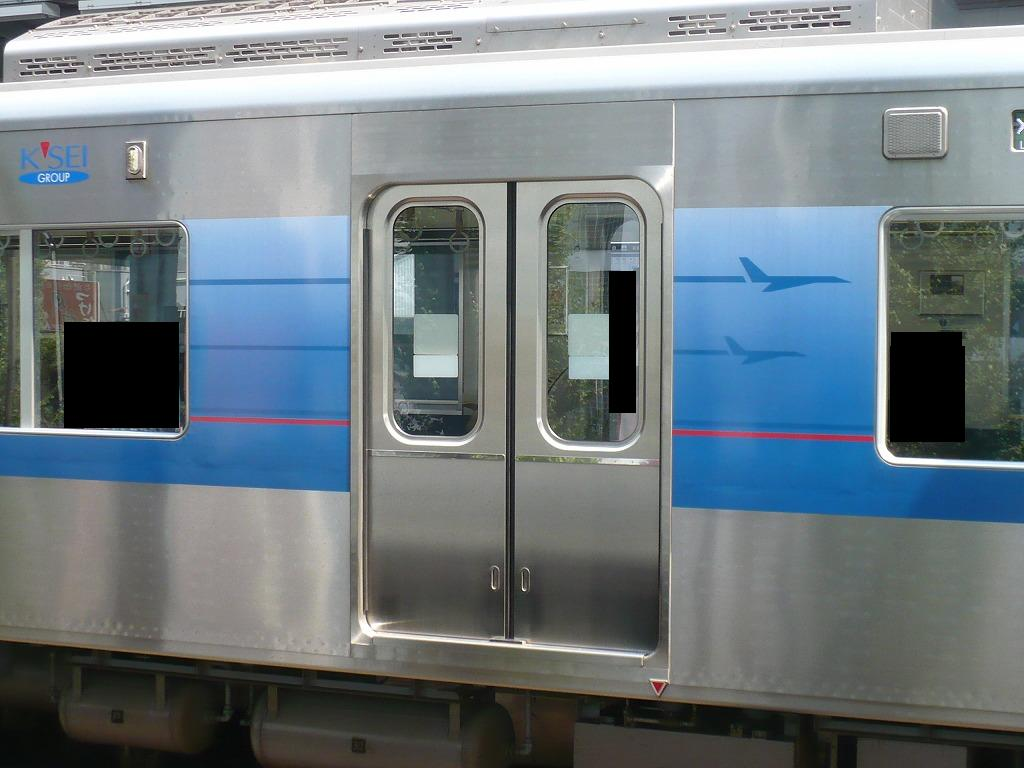
ドア周辺のカラーリングと航空機のフォルム

基本的な車体構造は6次車までと同様であるが、空港アクセス列車であることを強くアピールするため外観デザインが一新された。空港アクセス車両ということを表現するために空をイメージしたブルー系をコンセプトカラーとし、車体カラーリングは前面ガラス下部に青のマーキングを、側面は各側窓周辺（外板吹寄部）に青のグラデーションカラーを配し、さらに各マーキング上にはヒューマンレッドとフューチャーブルーを表現した細帯に航空機のフォルムを描いたマーキングを施している。
2019年秋より新3100形の導入に伴い、3051編成は京成本線へ転用。残った編成はコンセプトカラーをオレンジに変更するなど、3100形に準拠したデザインへ変更された
。その後も3100形が1編成運用開始されるのと入れ替わりに1編成ずつ本線へ転用されている。なお本線へ転用された編成は、塗装が他の3000形と同様に変更されている。

#### 室内

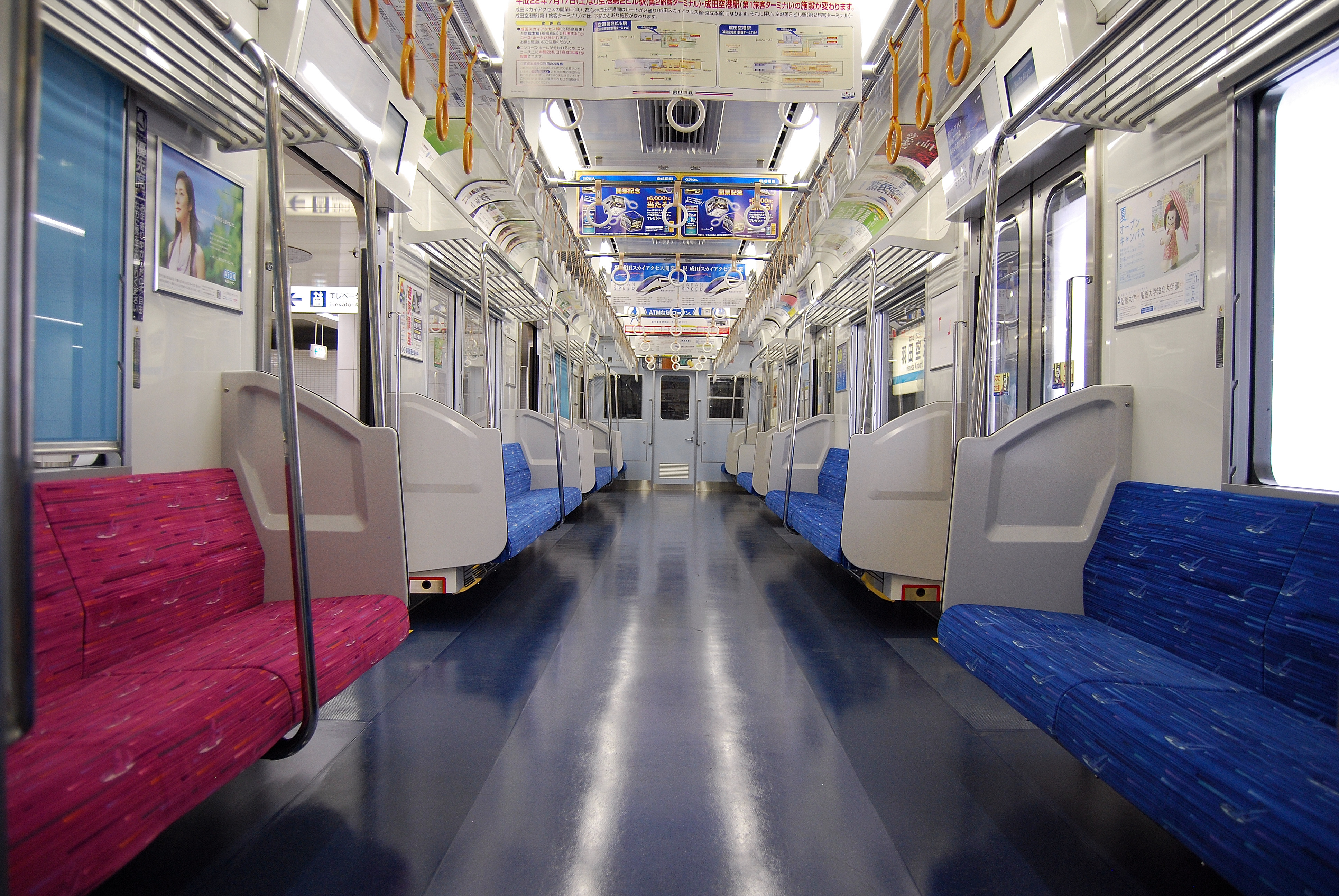
7次車の車内

車内内装はカラーリングが変更され、外観同様にブルー系を基調としてまとめられている。
側化粧板には白色系を、妻化粧板には薄いブルーを使用し、床面はブルー系2色柄で構成される。座席生地は表面に航空機のイラストを入れたもので、一般席は青色、優先席は赤色のものを使用している。
車椅子スペースは両先頭車設置に変更はないほか、優先席部は座席色の変更やつり革のオレンジ色化、荷棚高さの低下は6次車までと同様である。乗務員室・運転台は6次車までと大きな変更点はない。
2013年3月31日からワイヤ・アンド・ワイヤレス・KDDIの提供により公衆無線LANサービス「au Wi-Fi SPOT」・「WI2 300」が導入されている。

#### 旅客案内機器
旅客案内表示器は6次車までのLED文字表示式から、見やすくてより多くの情報を表示できる15インチの液晶ディスプレイ (LCD) 方式を京成電鉄の通勤形で初めて採用した。各客用ドア上部に1基を設置するとともに、日本国外からの乗客への配慮として日本語・英語・中国語・韓国語の4か国語での案内を実施している。
京成・北総では運用開始の2010年7月17日に駅ナンバリングが採用されたが、京急は羽田空港国際線ターミナル駅開業に合わせて同年10月21日と京成より遅れて採用されたことから、当初は京急に合わせて京成線内でも駅番号を表示せず、同日に追加された。従来車のLED表示も同日から表示が開始された。
このほかに日本語・英語2か国語自動放送装置を搭載し、アクセス特急での自動放送を行っている。

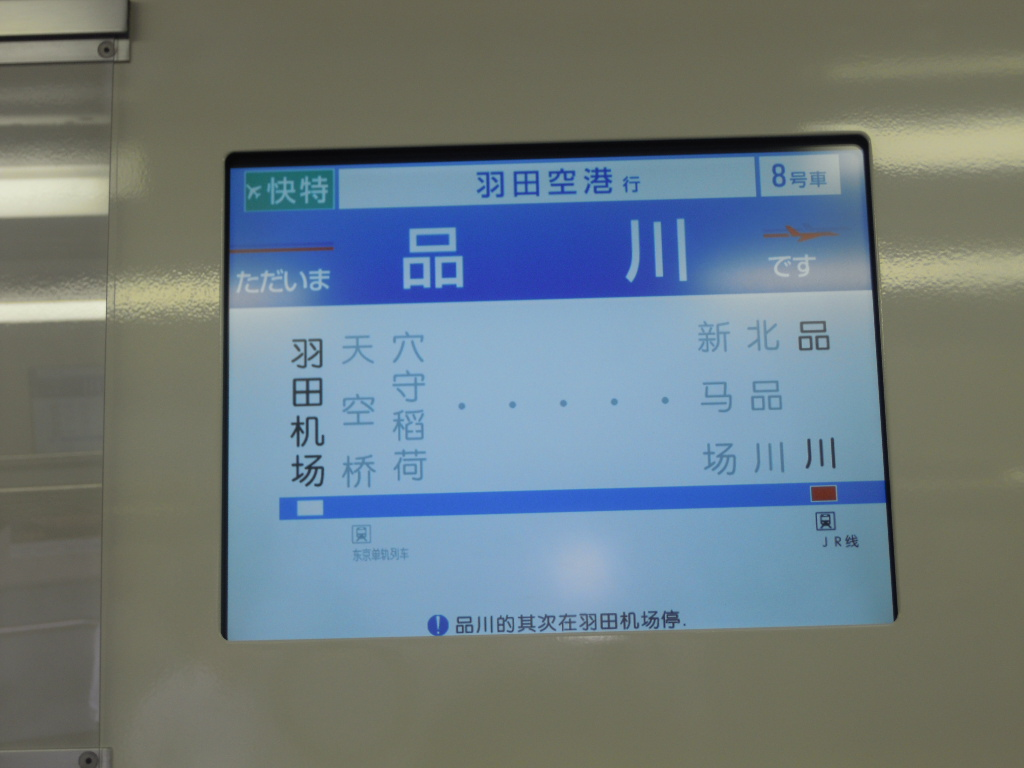
7次車の旅客案内表示器 （エアポート快特・羽田空港行・2010年7月30日撮影）
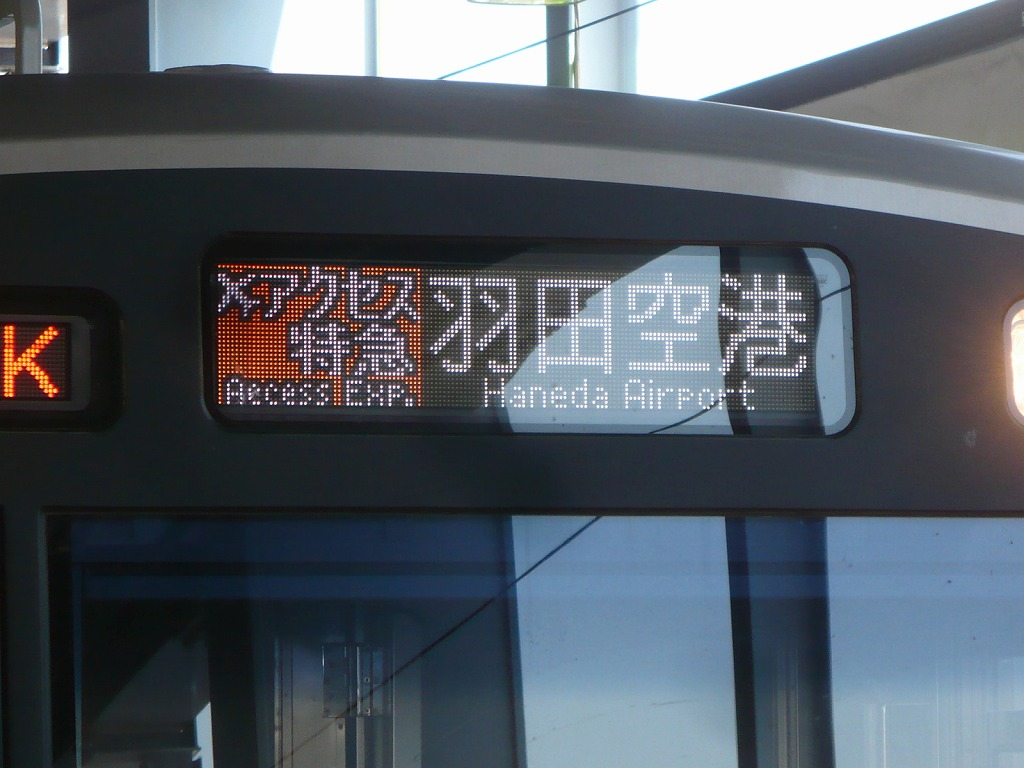
7次車の正面表示器 （アクセス特急・羽田空港行）
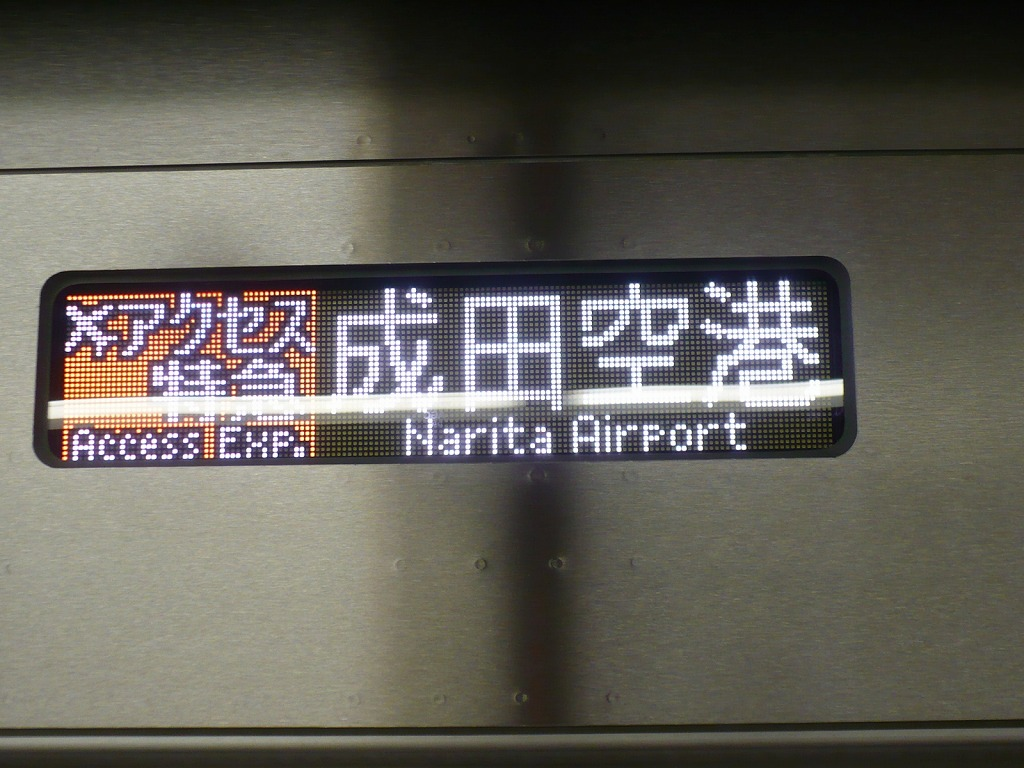
7次車の側面表示器 （アクセス特急・成田空港行）

車外行先表示器は種別表示にフルカラーLEDを、行先表示には白色LEDを使用して視認性の向上を図っている。誤乗車防止のため、成田空港行きの場合には経由路線と行先の交互表示をする。

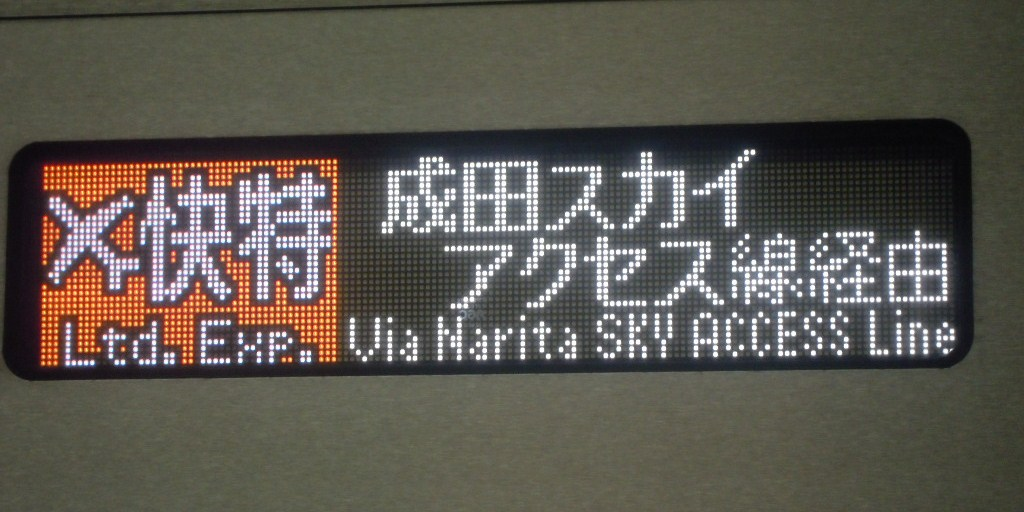
スカイアクセス経由列車の経由路線表示（7次車）
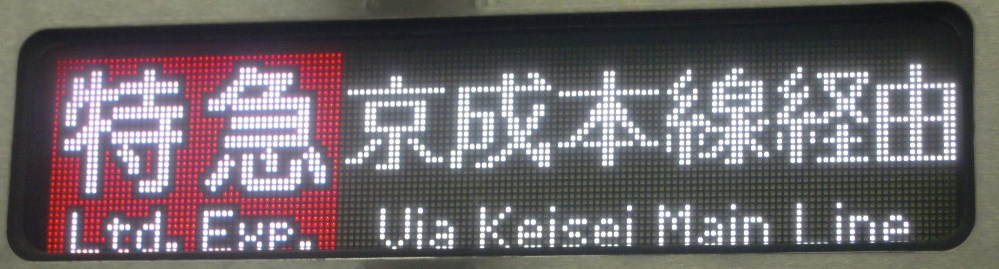
京成本線経由列車の経由路線表示（1次車）

#### 走行機器など
制御装置や補助電源装置、台車などの走行機器類は6次車まで同様であるが、主電動機は三菱電機製のMB-5100-A形とWN平行カルダンの組み合わせとなっている。車両性能については7次車は設計最高速度が従来の120 km/hから130 km/hに向上している。
また電動空気圧縮機は6次車までのレシプロ式から変更され、新AE形でも採用された三菱電機製の周辺機器一体形スクロール式コンプレッサMBU1600Y形（吐出量1,600 L/min）を採用している。7次車の冷房装置は三菱電機製CU718形を搭載している。

### 8次車（3026 - 3027編成）
「平成24年度 鉄道事業設備投資計画」において導入された。番号は6次車の続番である。
8次車として2013年2月に3026編成が、3月に3027編成が落成した。仕様はカラーリングを除いて7次車（3050形）と共通である事から、ドア上LCD案内表示器を装備。3027編成は京成の車両として初めて総合車両製作所横浜事業所で製造された。同時期に落成された千葉ニュータウン鉄道9200形は8次車がベースである（製造は日本車輌製造）。本グループの投入によりリース車を除く3300形の編成単位での置き換えが開始された。

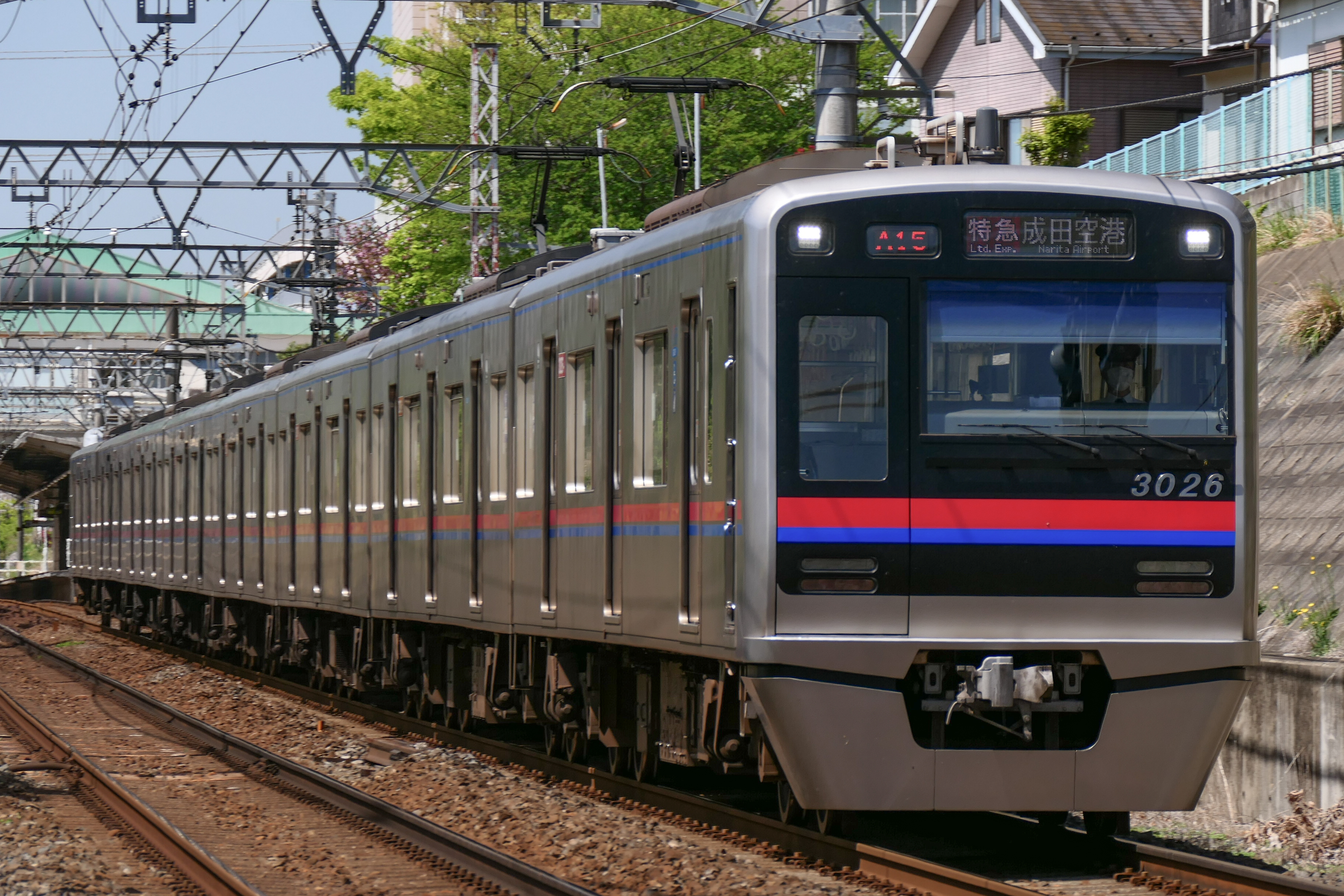
3026編成（2022年4月22日）

### 9次車（3028編成）
9次車として2014年2月に3028編成が落成した。仕様は8次車と共通であるが、全車両の車内照明がLED化された。

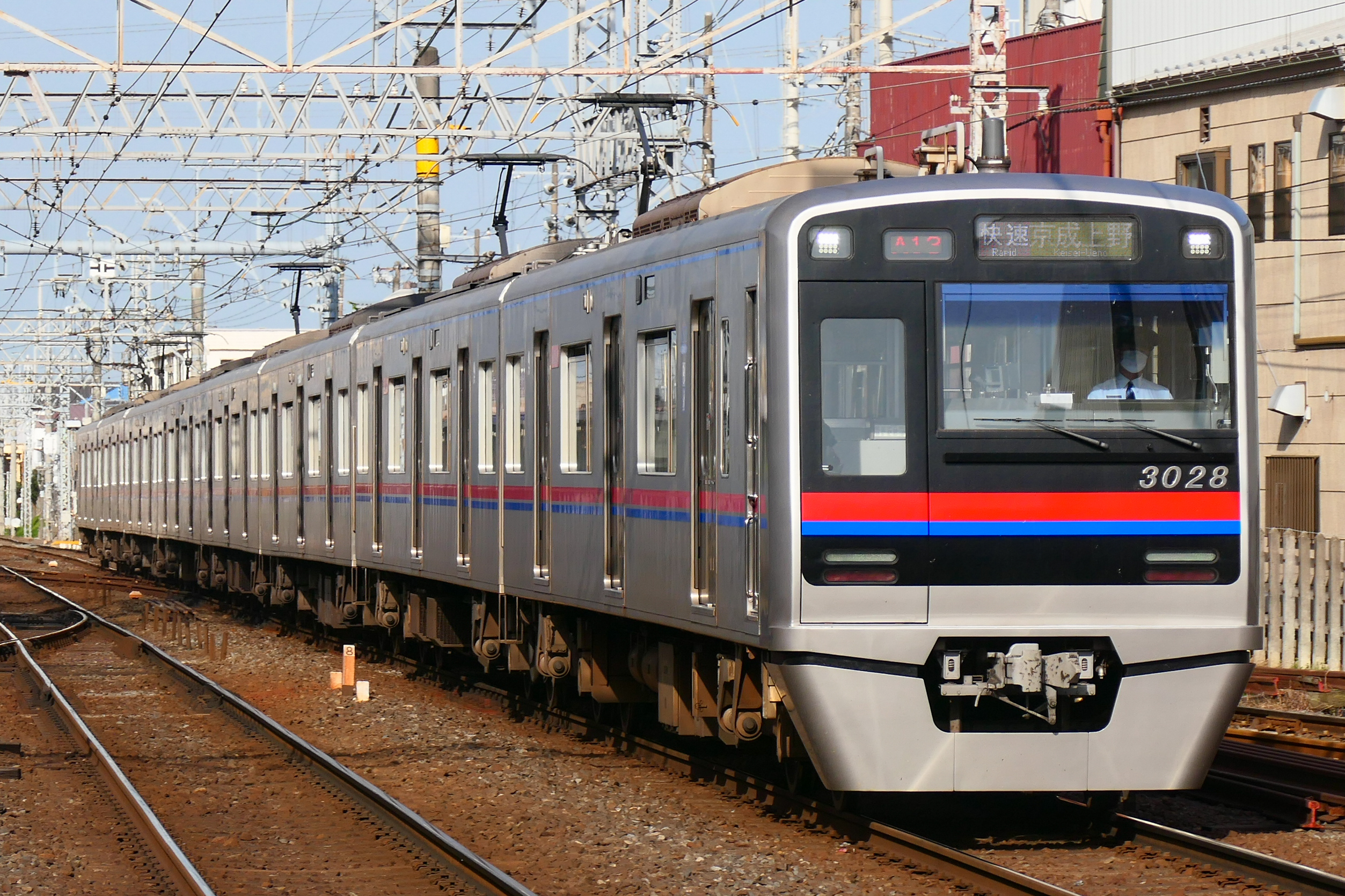
3028編成（2023年3月11日）

### 10次車（3029 - 3030編成）
「平成26年度 鉄道事業設備投資計画」において導入。
9次車として2015年2月に3030編成が、2015年3月に3029編成が落成した。仕様は9次車と共通であるが、全車両の側窓がUVカットガラス化された。このグループの投入により3300形が同年2月28日のさよなら運転をもってすべての運用を終了したほか、3700形が新たに1編成北総鉄道にリースされ、代替に7260形が同年3月22日のさよなら運転をもって運用を終了したことにより、「赤電」の運用がすべて終了となった。この編成は車内の照明がインバーター方式である。

### 11次車（3031 - 3032編成）
「平成27年度 鉄道事業設備投資計画」における導入分。11次車として2016年2月に3031編成、3032編成が落成した。今回は8年ぶりに6次車以来の6両編成での導入となった。
車内案内表示器が一新され、画面サイズが従来の15インチから17インチに拡大し、表示内容も若干変更された。また照明の方式と乗降扉の窓の支持方式が変更となった。

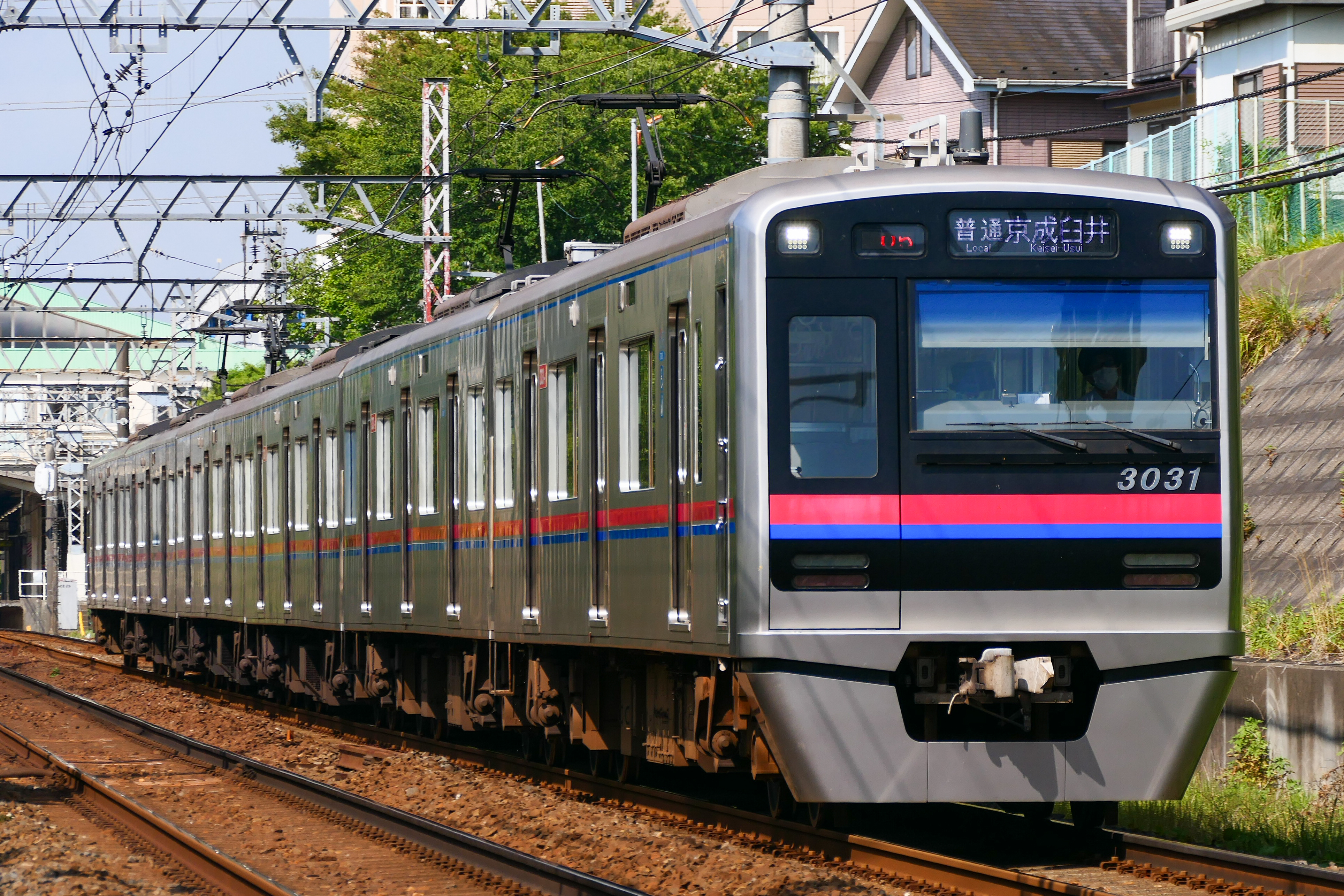
3031編成（2023年8月20日）

### 12次車（3033 - 3035編成）
「2016年度 鉄道事業設備投資計画」における導入分。今回は8両編成2本（3700形1本の千葉ニュータウン鉄道へのリースと3600形1本の廃車に伴う補充分）と6両編成1本（3500形未更新車の営業終了・廃車に伴う3600形3668編成（6両編成）の4両への短縮による補充分）が導入された。
3033編成（8両編成）が2017年2月に導入された。続いて3034編成（6両編成）も2017年2月に導入された。3035編成（8両編成）も2017年2月中に車両メーカーから甲種輸送された。

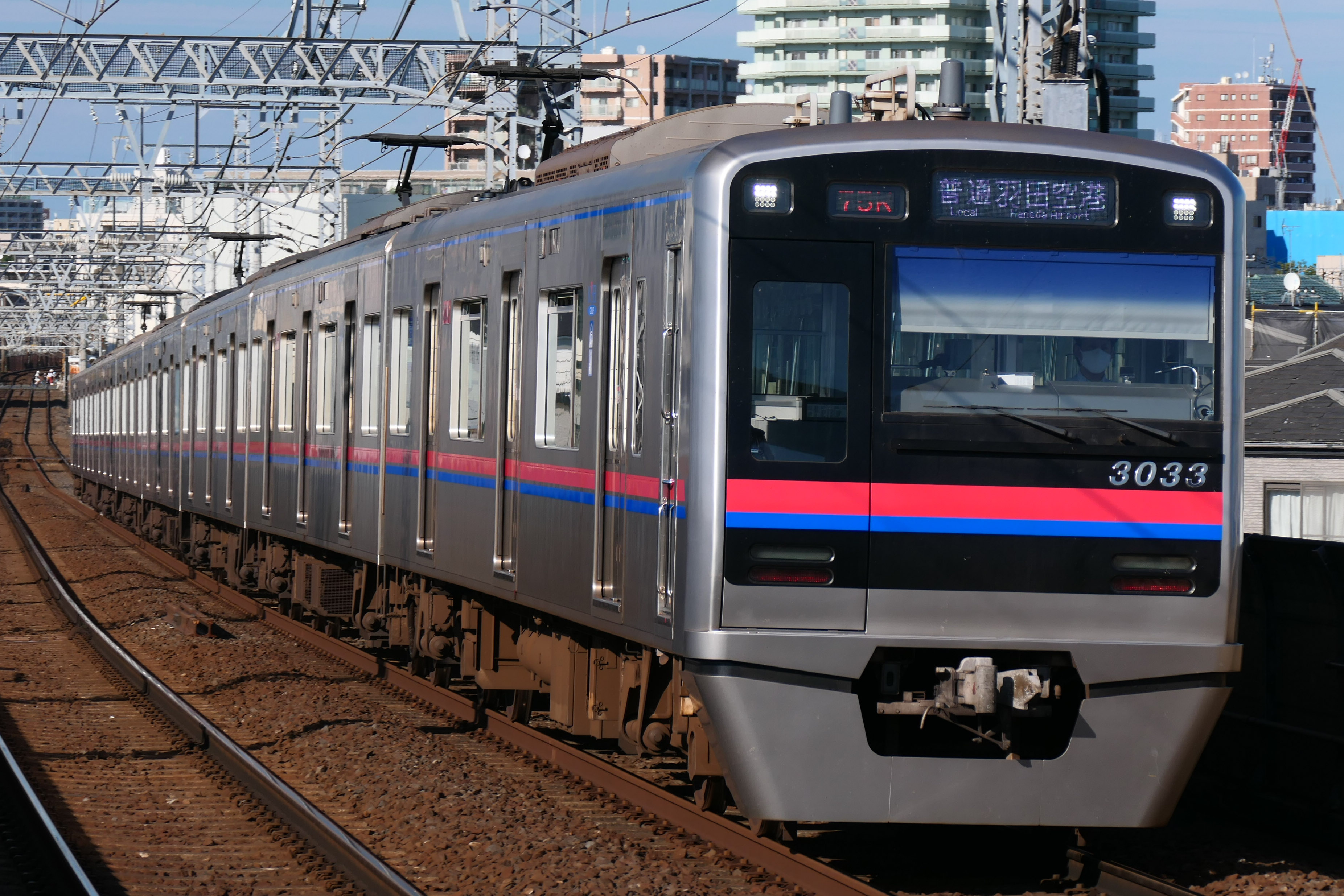
3033編成（2021年7月31日）

### 13次車（3036 - 3038編成）
「2017年度 鉄道事業設備投資計画」（2017年5月9日発表）における導入分。今回は8両編成3本が導入された。
2018年1月18日から19日にかけて3036編成が、2月6日から7日にかけて3037編成が、2月20日から21日にかけて3038編成が車両メーカー（日本車輌製造豊川製作所）から甲種輸送され、3036編成は同年2月2日、3037編成は2月22日、3038編成は3月5日にそれぞれ営業運転を開始した。

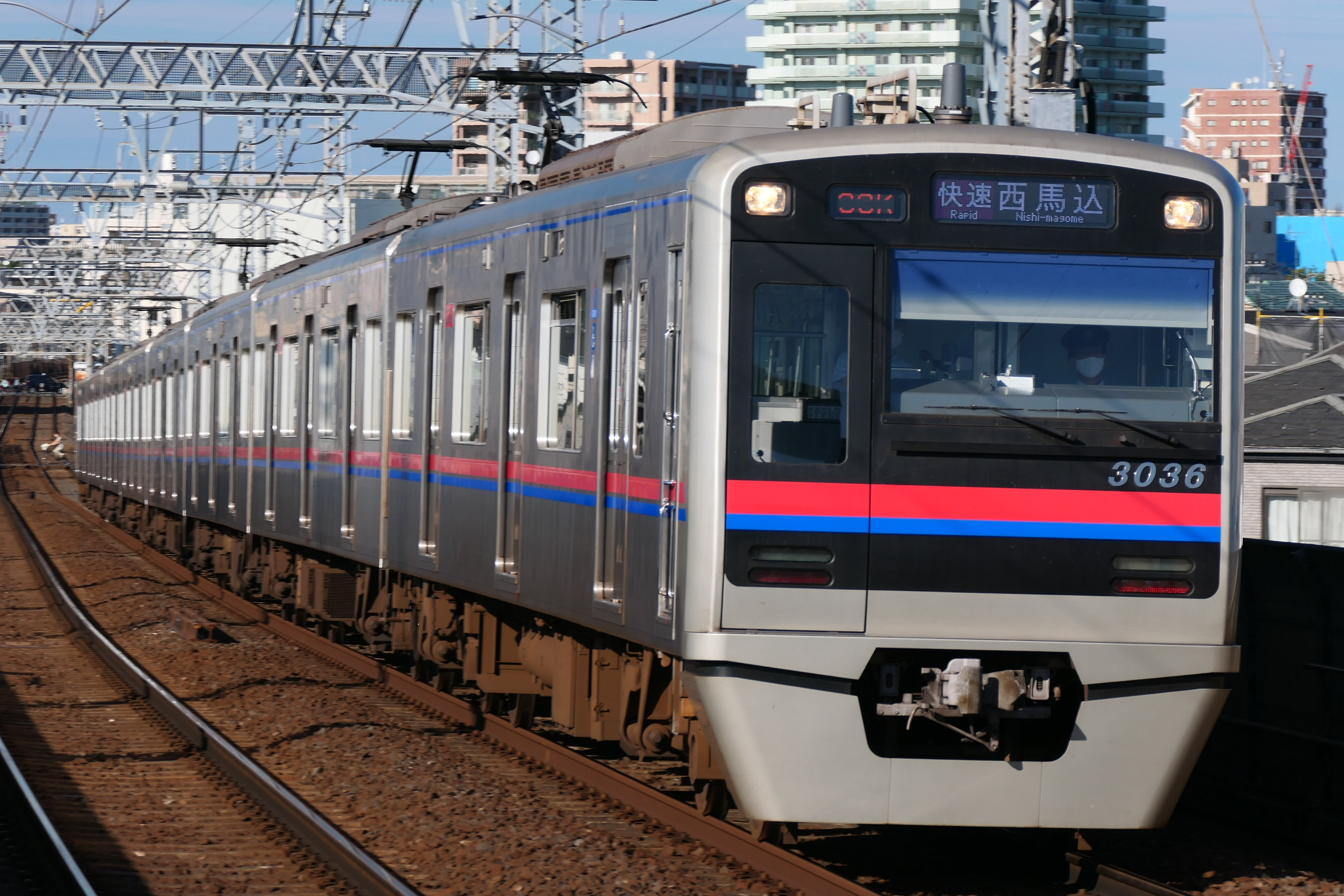
3036編成（2021年7月31日）

### 14次車（3039 - 3042編成）
2018年度には最終増備車として同年9月に6両2編成が、翌2019年には2月と3月に8両が1編成ずつ導入された。
前面の運番表示器がフルカラーLEDに変更された。

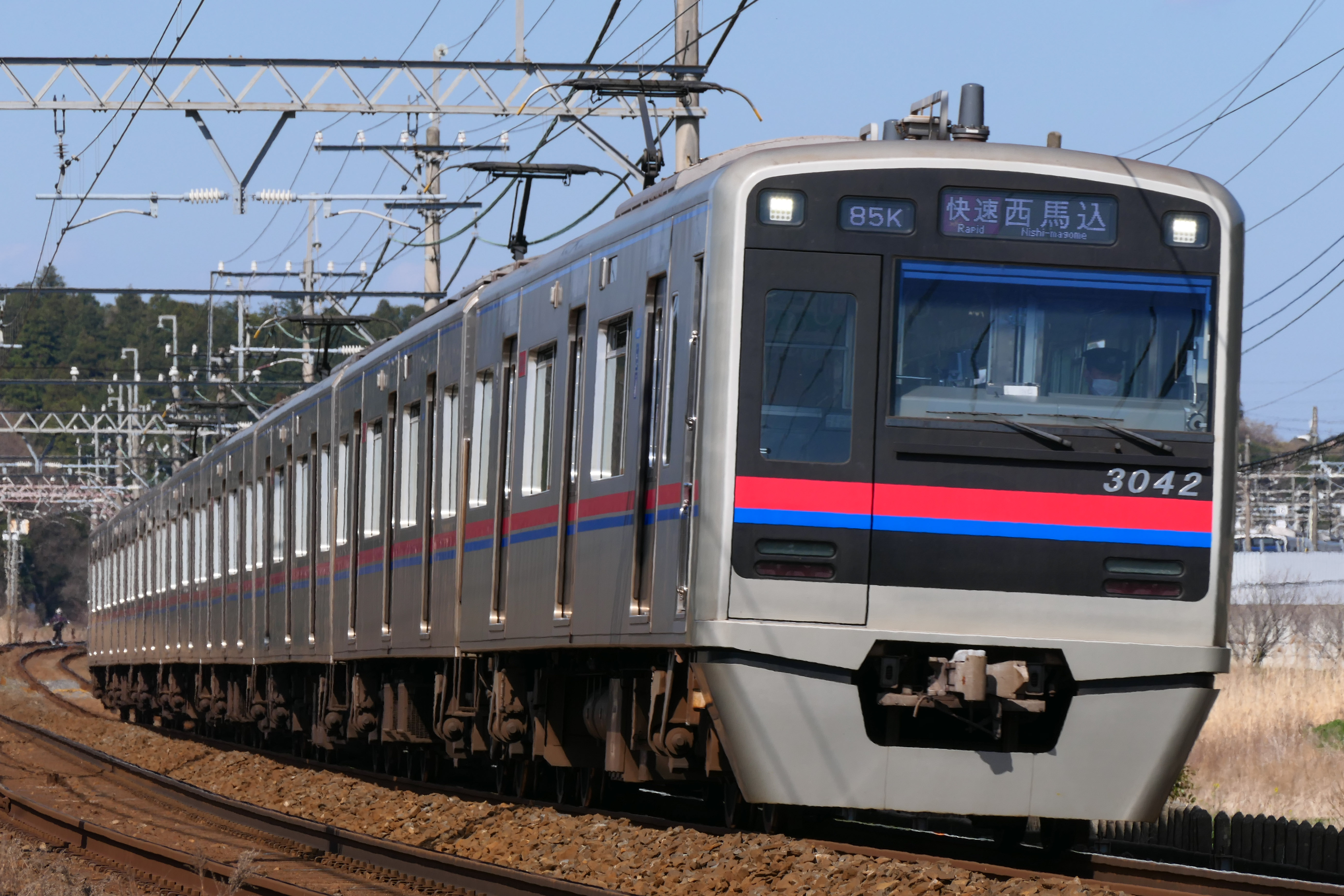
3042編成（2021年3月23日）

## 運用
本形式は都営浅草線、京急線、北総線、芝山鉄道線への直通運転にも対応している。
- 8両編成…3700形や3400形とともに主に本線や押上線・都営浅草線・京急線直通の優等運用に使用されるほか、アクセス特急に使用される場合もある。
- 6両編成…主に普通列車に使用され、本線や千葉線・千原線に入線する。
  - 成田スカイアクセス線開業前の乗務員訓練にも使用されたほか、共用区間である北総線にも代走として入線している。
  - 2003年以降、本形式のいずれかの編成で夏期に「京成グループ花火ナイター号」としてステッカー式ヘッドマークを装着して運転されている（2005年のみ3700形）。

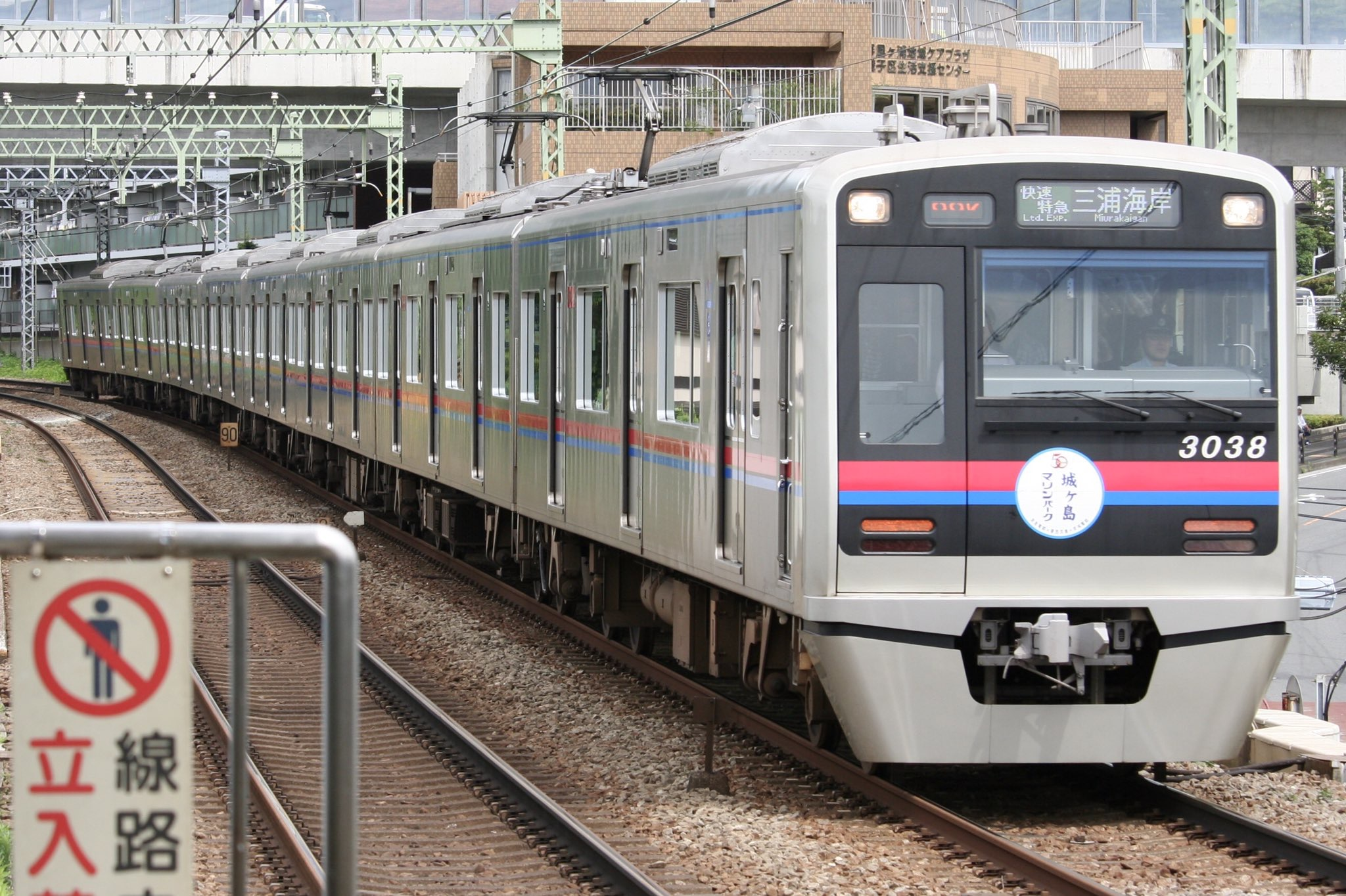
臨時快特・三浦海岸行き
「城ヶ島マリンパーク号」
京成3000形3038編成
（2018年7月7日 屏風浦駅）

- 京浜急行電鉄への乗り入れに関して、当初は京急蒲田駅から空港線に入るため神奈川県内に入線しなかった。その後2018年12月のダイヤ改正で平日のみ三崎口駅まで乗り入れを開始したが、2019年10月のダイヤ改正で京急久里浜駅までに短縮された。なお、それ以前にも以下の例外はあった。
  - 2012年までの毎年1月3日には東京箱根間往復大学駅伝競走（箱根駅伝）復路開催に伴う京急空港線臨時ダイヤが実施され、京急蒲田で運転を打ち切ったエアポート快特（当日は京急線内快特）の回送として神奈川新町まで入線していた。
  - 2011年3月11日の東北地方太平洋沖地震（東日本大震災）発生に伴う品川-泉岳寺間の封鎖により3051編成が京急に取り残されたため、翌3月12日に当該編成による品川 - 三崎口間の特急が運行された。
  - 2018年7月7日と8月18日には3社局直通運転開始50周年記念列車・臨時快特「城ヶ島マリンパーク号」として3038編成が三浦海岸駅まで乗り入れた（京急側は京急1500形1707編成を使用）[32][33][34]。この企画の為に「三浦海岸」を表示可能とした。また浦賀方先頭車には「城ヶ島マリンパーク」の、成田方先頭車には復路で使用する「成田山」のヘッドマークステッカーがそれぞれ貼付された。当日は京急側に残り、7月8日と8月19日に京急久里浜発堀ノ内行（行先表示は吸盤表示で代用）や堀ノ内発三崎口行を運用後、三崎口発高砂行き定期特急からの延長運転となる成田行き臨時列車「成田山号」として京成に戻った[35]。